# Camera Work

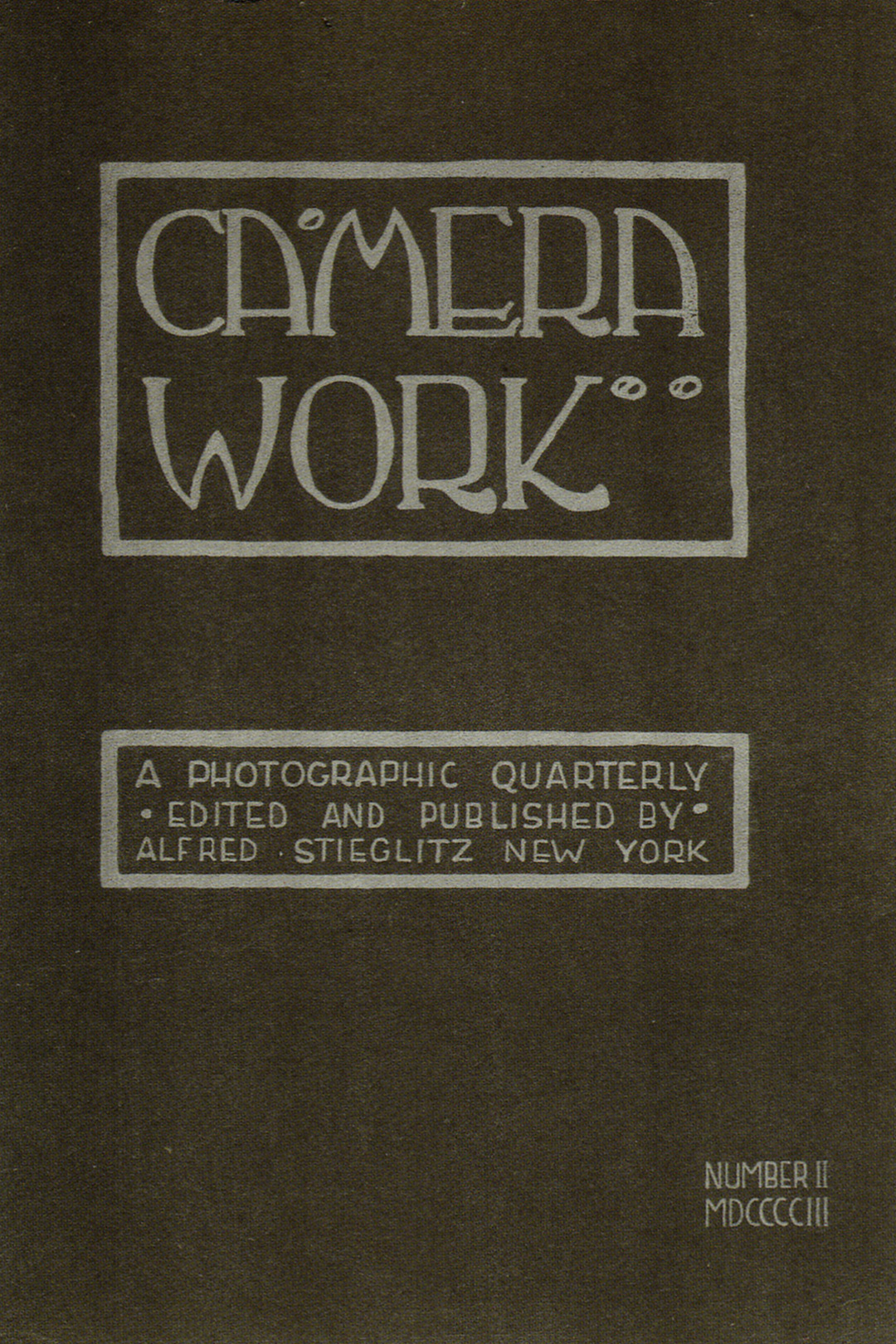
Cover von Camera Work, 2, 1903, gestaltet von Edward Steichen.

Camera Work war ein vierteljährlich erscheinendes Magazin für Fotografie. Die unabhängige Künstlerzeitschrift wurde 1903 von dem amerikanischen Fotografen und Galeristen Alfred Stieglitz im Rahmen der Photo-Secession in New York gegründet und als Hauszeitschrift und Ausstellungskatalog seiner Galerie 291 vertrieben. Sie erschien durchgehend bis 1917 mit insgesamt 50 Ausgaben und drei Sonderheften. Das in Buchform aufgemachte Magazin war aufwändig, teilweise von Hand gestaltet; es präsentierte innovative Arbeiten bedeutender Fotografen und Künstler, gepaart mit ausführlichen Bildbesprechungen. Zunächst als Sprachrohr der Piktorialisten konzipiert, entwickelte sich die Zeitschrift innerhalb eines Jahrzehnts zu einem wichtigen, oft kontrovers diskutierten Medium der europäischen und amerikanischen Avantgarde. Neben ihrem fotohistorischen Wert dokumentiert Camera Work dank der von zahlreichen namhaften Autoren verfassten Essays, Kritiken und theoretischen Betrachtungen den Übergang vom Symbolismus des Fin de Siècle zur Moderne des 20. Jahrhunderts.

## Geschichte

### Vorgeschichte, Photo-Secession,Camera Notes

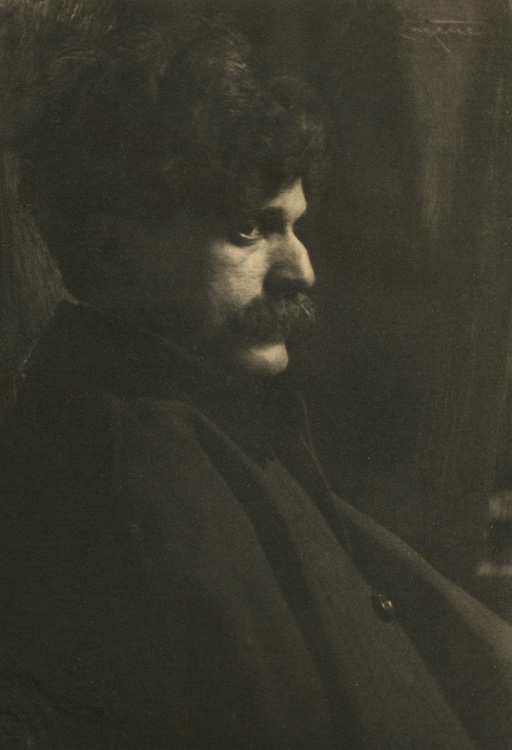
Frank Eugene: Mr. Alfred Stieglitz. Veröffentlicht in Camera Work 25, 1909

Der amerikanische Fotograf Alfred Stieglitz zählte bereits vor Beginn des 20. Jahrhunderts zu den einflussreichsten Personen im internationalen Kunstgeschehen. Im Jahr 1896 war er aktiv an der Zusammenlegung der Society of Amateur Photographers und des New Yorker Camera Club zu einem neuen Verein beteiligt. Stieglitz wurde Vizepräsident der neuen Vereinigung, die sich nunmehr Camera Club of New York nannte. Er war zudem für die Publikationen des Vereins verantwortlich. Aus der Clubzeitung gestaltete er die vierteljährlich erscheinende, internationale Zeitschrift Camera Notes, die Mitgliedern und Nicht-Mitgliedern die Veröffentlichung ihrer Fotografien in hochwertigen Reproduktionen ermöglichte. Zusätzlich wurden darin Aufsätze, Ausstellungstermine und -kritiken abgedruckt. In diesem Umfeld stellten renommierte Fotokünstler wie Alvin Langdon Coburn, Fred Holland Day, Frank Eugene, Gertrude Käsebier, Adolphe de Meyer, Clarence Hudson White oder Edward Steichen ihre Arbeiten vor.
Die amerikanischen Fotografen orientierten sich zu dieser Zeit an Europa, vornehmlich an der elitären Brotherhood of the Linked Ring in London, deren Mitgliedschaft nur auf persönliche Einladung erfolgte. Stieglitz, selbst Mitglied des Linked Ring, forderte für die Vereinigten Staaten einen eigenen fotografischen Salon, der zwar nach Londoner Vorbild ausgestaltet, jedoch von diesem – vor allem bei Preisvergaben – unabhängig sein sollte. Am 17. Februar 1902 gründete er in New York die Photo-Secession als eine vom akademischen Establishment unabhängige Gruppe. Der Begriff Secession war dabei eine bewusste Anspielung auf die Secessionisten in Deutschland und Österreich. Unmittelbar nach Gründung der Photo-Secession erhielt Stieglitz eine Einladung des New Yorker National Arts Club, um in dessen Räumen eine Ausstellung mit Werken der amerikanischen Kunstfotografen zu organisieren. Unter dem Titel American Pictorial Photography Arranged by The Photo-Secession kam im März 1902 eine umfangreiche Schau zustande, in der 136 gerahmte Aufnahmen von 32 Fotografen gezeigt wurden. Die Kunstkritiker äußerten sich weitgehend positiv. Negative Stimmen verurteilten die Darbietung von Gemäldeimitationen als Anmaßung und stellten die spöttische Frage, „ob man denn der Natur ein Rußglas vorgehalten habe.“

### Gründung

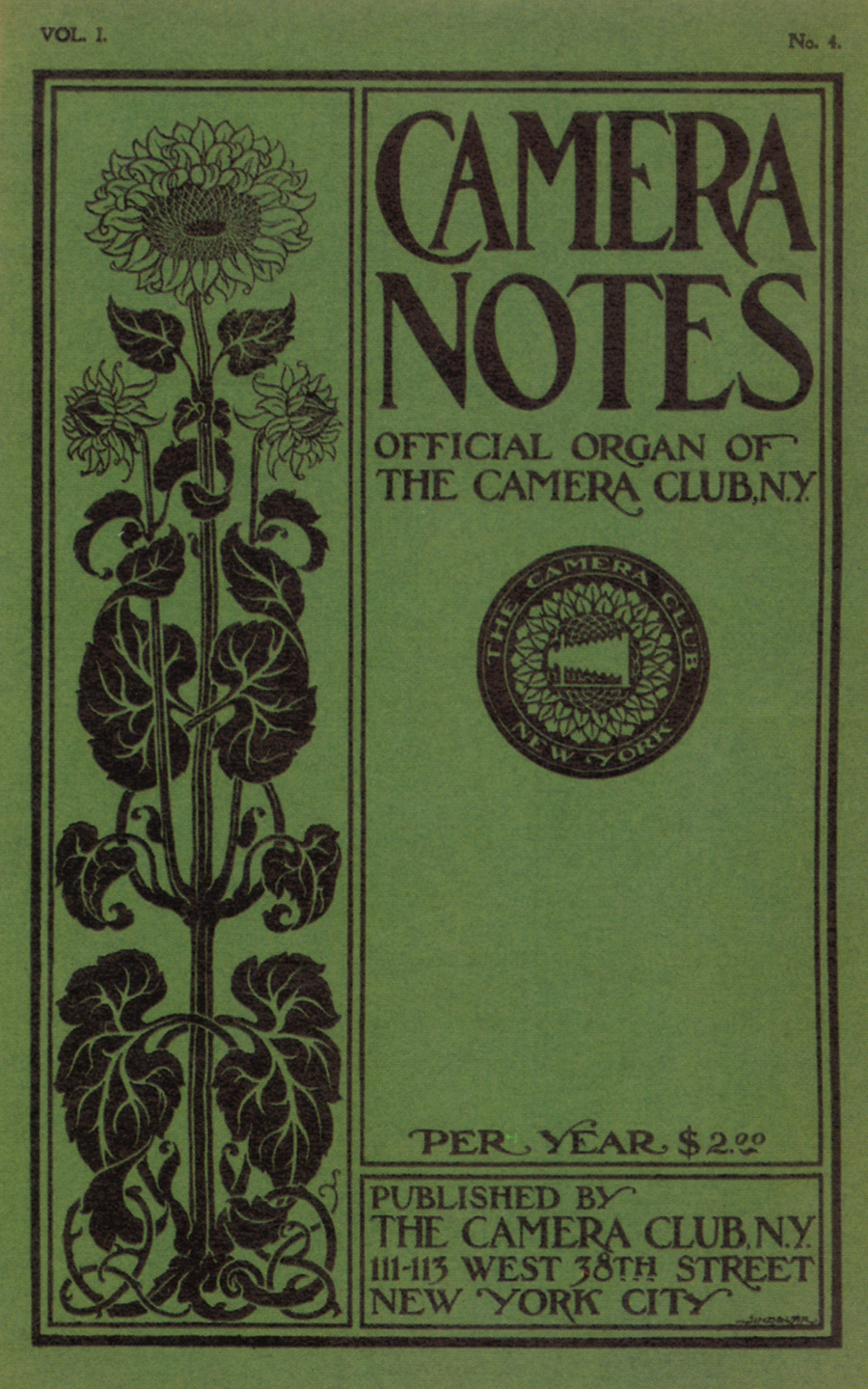
Camera Notes, die Vorläuferin von Camera Work. Gestaltung von Thomas A. Sindelar (1867–1923).

Stieglitz veröffentlichte die Kritiken der National-Arts-Club-Ausstellung, begleitet von einem langen Leitartikel über die Photo-Secession, in der letzten von ihm herausgegebenen Ausgabe von Camera Notes. Darüber kam es zum Streit mit Mitgliedern des Camera Clubs, die ihm Selbstherrlichkeit bei der Auswahl der Beiträge vorwarfen und seine Buchführung anzweifelten. Als Reaktion trat Stieglitz im Juni 1902 als Chefredakteur zurück und beschloss, künftig ausschließlich für sich selbst zu arbeiten. Bald darauf konzipierte er Camera Work, deren Chefredaktion und Herausgabe er nun in Personalunion übernahm. Assistiert wurde er, wie schon zuvor bei Camera Notes, von Dallett Fuguet, Joseph Keiley und John Francis Strauss. Keiley war es auch, der seinen Freund Stieglitz zu der neuen Zeitschrift ermuntert hatte. Die erste Ausgabe von Camera Work erschien im Januar 1903. Der simple Titel war eine bewusste Anspielung auf den Fotografen als „Kamera-Arbeiter“, eine damals gängige Bezeichnung, die hinsichtlich der folgenden avantgardistischen Inhalte vermutlich eine von Stieglitz durchaus beabsichtigte Untertreibung gewesen sein dürfte.
Camera Work sollte sich zu einem unabhängigen Sprachrohr des amerikanischen Piktorialismus, so wie ihn Stieglitz konzipiert und propagiert hatte, entwickeln: „Camera Work ist keiner Organisation oder Gruppe verpflichtet, und obwohl sie Sprachrohr der Photo-Secession ist, wird die Zeitschrift dadurch nicht im geringsten in ihrer Unabhängigkeit eingeschränkt“, so Stieglitz. Diese Aussage erwies sich jedoch als nicht realisierbar. Spätestens mit der Umgestaltung der Zeitschrift zum „inoffiziellen“ Ausstellungskatalog der Galerie 291 ab Ausgabe 14 konnte Stieglitz eine konzeptuelle und inhaltliche Trennung von Galerie und Zeitschrift nicht länger aufrechterhalten.

### Aufmachung

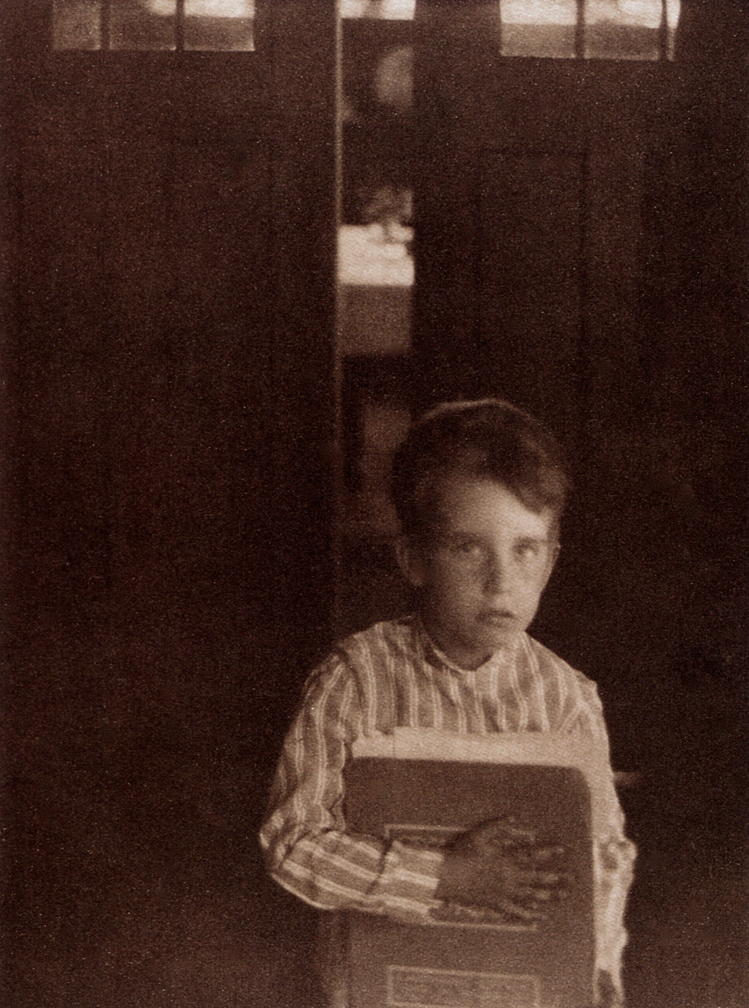
Clarence H. White: Boy with Camera Work. Veröffentlicht in Camera Work 9, 1905

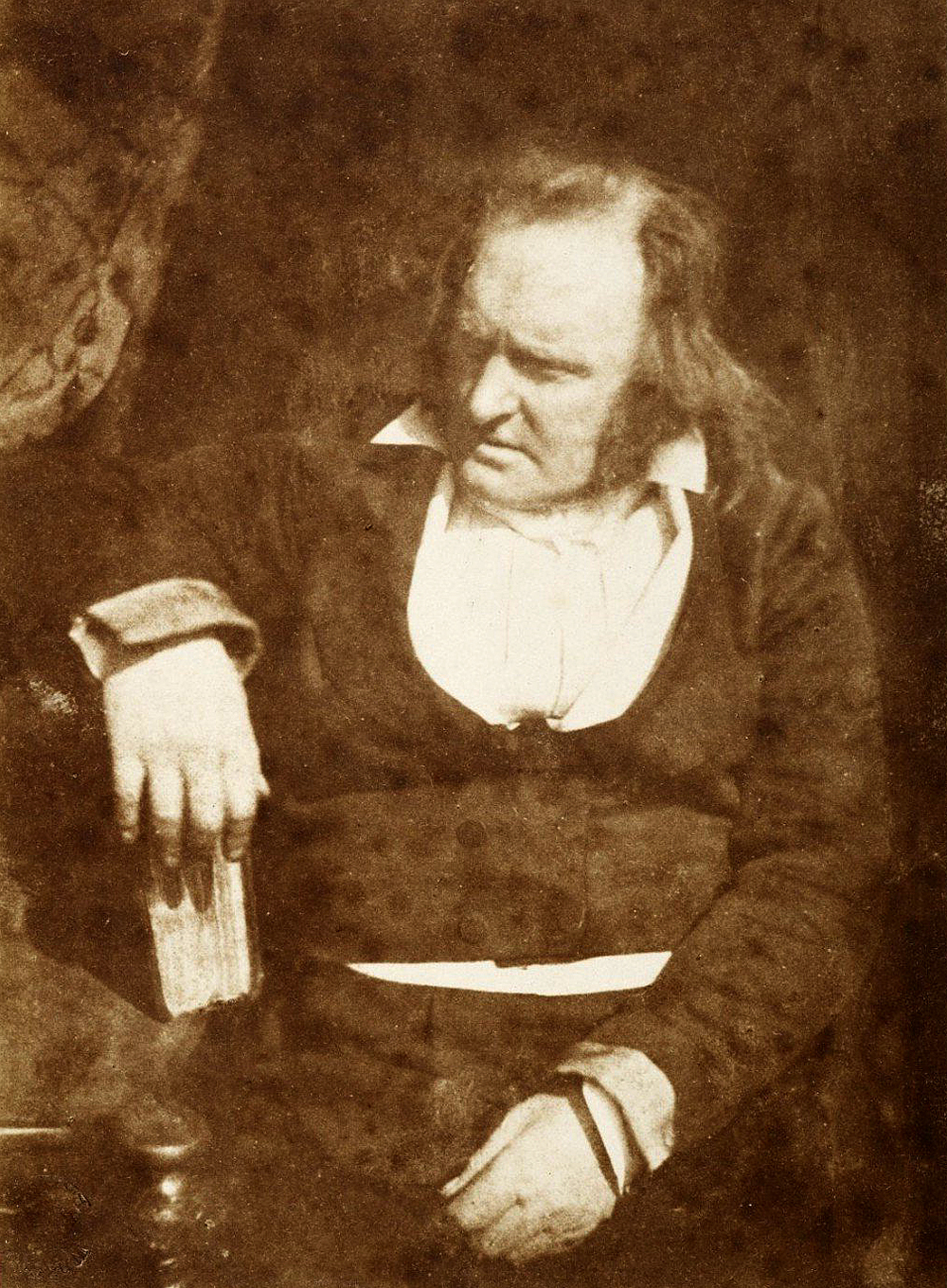
David Octavius Hill und Robert Adamson: Christopher North (Professor Wilson), um 1843–1847. Halbton-Reproduktion, veröffentlicht in Camera Work 11, 1905

Das luxuriös aufgemachte Hochglanzmagazin erschien in vierteljährlichem Abstand von 1903 bis 1917. Die gesamte grafische Gestaltung, wie der sachlich gehaltene Umschlagentwurf – ein Signet mit Jugendstil-Typografie – stammte von Edward Steichen. Der fortan unabhängige Geist des Magazins wurde mit der Unterzeile im Titel A Photographic Quarterly, Edited and Published by Alfred Stieglitz, New York hervorgehoben. Die Rückseiten behielt sich Stieglitz für Anzeigen vor, die er oft selbst gestaltete; so erhielt Eastman Kodak, die auf fast jeder Rückseite inserierten, die gleiche Typografie, die Steichen für den Titel entworfen hatte. Weitere beständige Inserenten waren Bausch & Lomb, Scherings Photochemikalien oder Graflex Kameras. Für den Textsatz des Magazins griff Stieglitz auf eine Gestaltungsweise zurück, die sich sehr an William Morris’ Stil orientierte: Schwerer, schwarzer, mit breiten Rändern abgesetzter Text, der von detailreich verzierten Initialen flankiert wurde, die jeden neuen Artikel einleiteten. Die Gestaltung blieb die gesamten 50 Nummern unverändert.
Eine Einzelausgabe von Camera Work kostete zwei Dollar; der jährliche Abonnementpreis betrug anfangs vier Dollar. Die Postzustellung per Einschreiben kostete 50 Cents extra. In späteren Jahren verdoppelte Stieglitz den Abonnementpreis und verlangte für Archivausgaben, wie beispielsweise das Steichen-Sonderheft von 1906, den Preis eines Jahresabonnements. In den 1920er Jahren kostete das Stieglitz-Heft Nr. 36 aus dem Jahr 1911, 15 Dollar und die Doppelausgabe Nr. 49/50 mit Paul Strand von 1917 den Höchstpreis von 17,50 Dollar. Camera Work hatte anfangs einen Abonnentenstamm von etwa 650 Personen bei 1000 gedruckten Exemplaren. Der sukzessive Wandel von der Foto- zur Kunstzeitschrift kostete Stieglitz zahlreiche Abonnenten, bis 1912 hatte sich die Zahl um über die Hälfte auf 304 reduziert. Als die Zeitschrift 1917 eingestellt wurde, waren es nur 36 Abonnenten bei 500 gedruckten Heften.
Stieglitz finanzierte die Zeitschrift größtenteils aus seinem Privatvermögen und scheute weder Kosten noch Mühen. Er hatte Camera Work ohnehin nicht als kommerzielles Projekt geplant und sogar Verluste einkalkuliert, wobei er in einem wirtschaftlichen Erfolg wiederum einen „Verlust der künstlerischen Freiheit“ fürchtete. Seine oberste Priorität war indes die möglichst exakte Reproduktion der Arbeiten. Es sollten nur die – nach Stieglitz’ Meinung – besten verfügbaren Fotografien gezeigt werden und diese sollten von den besten Kritikern besprochen werden. Diesen Qualitätsanspruch formulierte er in der Einleitung zur ersten Ausgabe:

„Photographie ist in erster Linie ein monochromer Prozeß, und auf ihren feinen Abstufungen von Tönung und Werten beruht oft ihre künstlerische Schönheit. Deshalb ist es von äußerster Wichtigkeit, daß Reproduktionen photographischer Arbeiten mit außerordentlicher Sorgfalt und Fingerspitzengefühl angefertigt werden, um den Geist des Originals zu bewahren. Eine solche Sorgfalt wird auf die Illustrationen jeder Ausgabe von Camera Work verwandt.“

Die Bildtafeln bestanden aus Heliogravüren (Fotogravuren) auf Japanpapier, um alle Feinheiten der Tonwerte und Strukturen zu erfassen. Die Gravuren wurden von Hand auf Kunstdruckpapier mit Büttenrand abgezogen. Die Farben der Papiere wurden passend zur Tönung der Bilder ausgewählt. Anfangs verwendete Stieglitz zusätzlich Autotypien, die günstiger als die Heliogravüren waren, sein Perfektionsanspruch stand jedoch über wirtschaftlichen Erwägungen. Da die Heliogravüre ein monochromes Verfahren ist, kam das autotypische Verfahren unterdessen bei den späteren Gemälde-Reproduktionen wieder zum Einsatz. Des Weiteren verwendete Stieglitz Mezzotinto-Gravuren, Duoton-Druck, Tönungen per Hand, Drei- und Vierfarbdruck und Collotypien. Da Stieglitz selten Buch führte, ist heute nicht mehr festzustellen, welchen, vermutlich immensen, finanziellen Aufwand er betrieb. Hinzu kam, dass die Abbildungen teilweise maßstabsgerecht auf das Format von Camera Work verkleinert werden mussten.
Die Gravüren wurden anschließend durch ein Pergaminblatt vom Text getrennt. Bei der Auswahl achtete Stieglitz darauf, dass nur fotografische Werke mit Vorbildcharakter und vollendete visuelle Werke aufgenommen wurden. Beim Abdruck der Fotos legte er großen Wert auf Handarbeit und die exakte Beschreibung des angewandten Verfahrens. Falls erforderlich, setzte er sich selbst an die Retusche der Gravüren. Die Fotogravüren stammten hauptsächlich von den Originalnegativen oder -abzügen (Gummi- oder Platindrucke). Stammten die Gravüren direkt vom Negativ, wurde dies unter der Abbildung im Heft vermerkt.

### Druck
Die ersten Ausgaben von Camera Work wurden von der Photochrome Engraving Company in New York gedruckt, spätere Nummern übernahmen die Manhattan Photogravure Company, die Druckerei T. & R. Annan & Sons in Glasgow sowie Frederick Goetz über die Verlagsanstalt F. Bruckmann in München. Stieglitz hatte Goetz bei der Heliochrome Company (der späteren Photochrome Engraving Company) in New York kennengelernt und sich mit ihm angefreundet. Zurück in Europa arbeitete Goetz für Bruckmann in München, der damals einzigen europäischen Druckerei außerhalb Englands, die Heliogravüren im Tiefdruckverfahren per Rotation drucken konnte. Die Anfertigung der Fotogravuren war nach Nationalitäten aufgeteilt: So fertigte die Manhattan Photogravure Company Fotogravuren der amerikanischen Fotografen; James Craig Annan kümmerte sich um die britischen Fotografen und insbesondere um die Abzüge, die von den Originalnegativen von David Octavius Hill und Robert Adamson hergestellt wurden; Frederick Goetz lieferte die Gravuren europäischer Künstler wie Frank Eugene oder Heinrich Kühn und druckte 1908 farbige Autochromes für Edward Steichen. Später vertraute Stieglitz die Lieferung der Gravuren fast ausschließlich Goetz an.

### Autoren und Fotografen

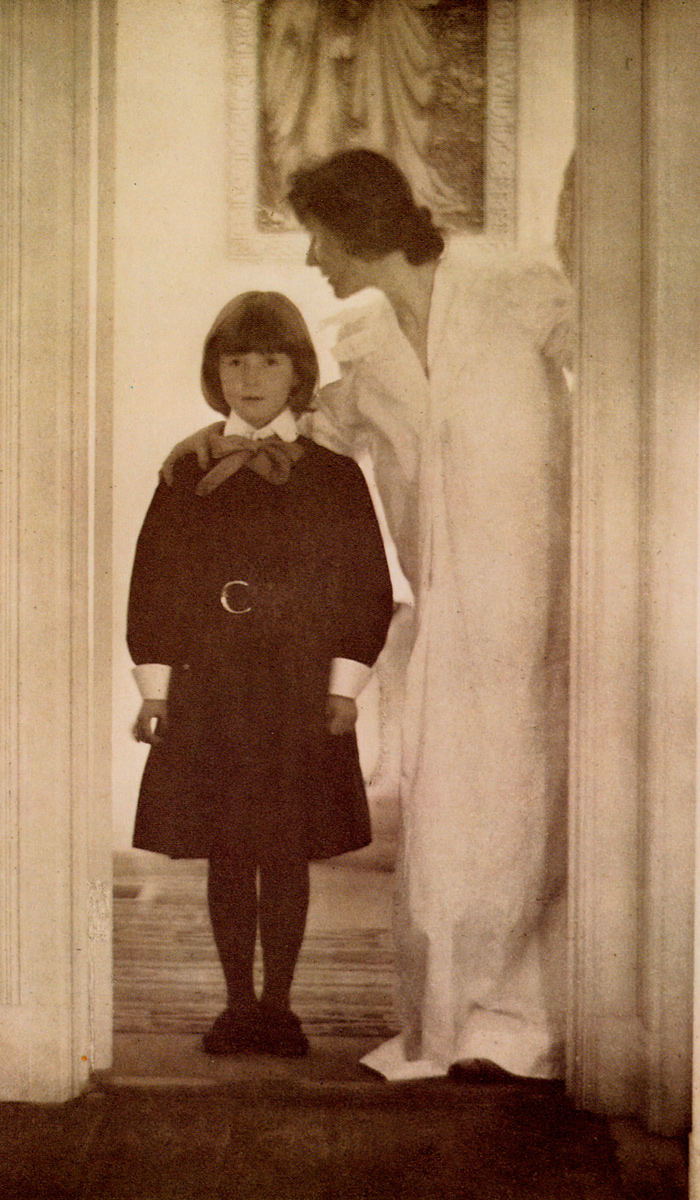
Gertrude Käsebier: Blessed Art Thou among Women. Veröffentlicht in Camera Work 1, 1903

Jede Ausgabe enthielt genaue Informationen über die abgebildeten Werke, Hintergrundberichte und Ausstellungskritiken. Namhafte Verfasser der Beiträge waren – neben Stieglitz selbst – unter anderem Charles Caffin, Robert Demachy, Sidney Allan (Sadakichi Hartmann), George Bernard Shaw und Edward Steichen.
Bei den Autoren kamen dabei unterschiedliche Standpunkte zum Tragen: Demachy galt als ein überzeugter Verfechter der Retusche, der das malerische Element betonte; Shaw hingegen forderte, die Fotografie als Kunstform zu respektieren, und Steichen lehnte die Idee des perfekten Negativs ab, da jede Fotografie immer wieder veränderbar sei.
Die erste Ausgabe von Camera Work war mit Gertrude Käsebier einer Piktorialistin „der ersten Stunde“ gewidmet; ihr folgte Edward Steichen, dessen Arbeiten mit insgesamt 68 Fotografien am häufigsten abgebildet wurden (fünf Hefte waren allein ihm gewidmet). Überdies schrieb Steichen regelmäßige Kunstkritiken, sowie Kolumnen zur Farbfotografie. Im weiteren Verlauf kamen Monografien der Photo-Secessionisten, derer Freunde und Mitstreiter und der maßgeblichen Fotografen aus Europa hinzu, wie beispielsweise Alvin Langdon Coburn, Frederick H. Evans, Clarence H. White oder das „Trifolium“, die Wiener Fotografengruppe Hugo Henneberg, Heinrich Kühn und Hans Watzek. Eine französische Ausgabe widmete sich Robert Demachy, René Le Bègue und Constant Puyo; eine weitere Ausgabe stellte mit Alice Boughton, Annie W. Brigman und Ema Spencer nunmehr Fotografinnen vor. Der Entdeckung neuer Talente wurde jedoch weniger Aufmerksamkeit geschenkt.
Auch die Geschichte der Fotografie wurde in Camera Work behandelt, und so ließ Stieglitz unter anderem Kalotypien von David Octavius Hill und Robert Adamson oder Porträtfotografien von Julia Margaret Cameron reproduzieren – Fotopioniere, die zu dieser Zeit bereits wieder in Vergessenheit geraten waren. Die Fotogravuren stammten von dem schottischen Piktorialisten James Craig Annan, der im Besitz der Originalnegative war.
Hierzu gesellten sich Aufsätze und Betrachtungen von Kunstkritikern und Mitgliedern der Photo-Secession, die Berichte über die Aktivitäten der Vereinigung verfassten. Camera Work bot somit eine gründliche Dokumentation der kunstfotografischen Bewegung und zugleich eine würdige Repräsentation ihrer Protagonisten.

### Erweiterung zur Kunstzeitschrift

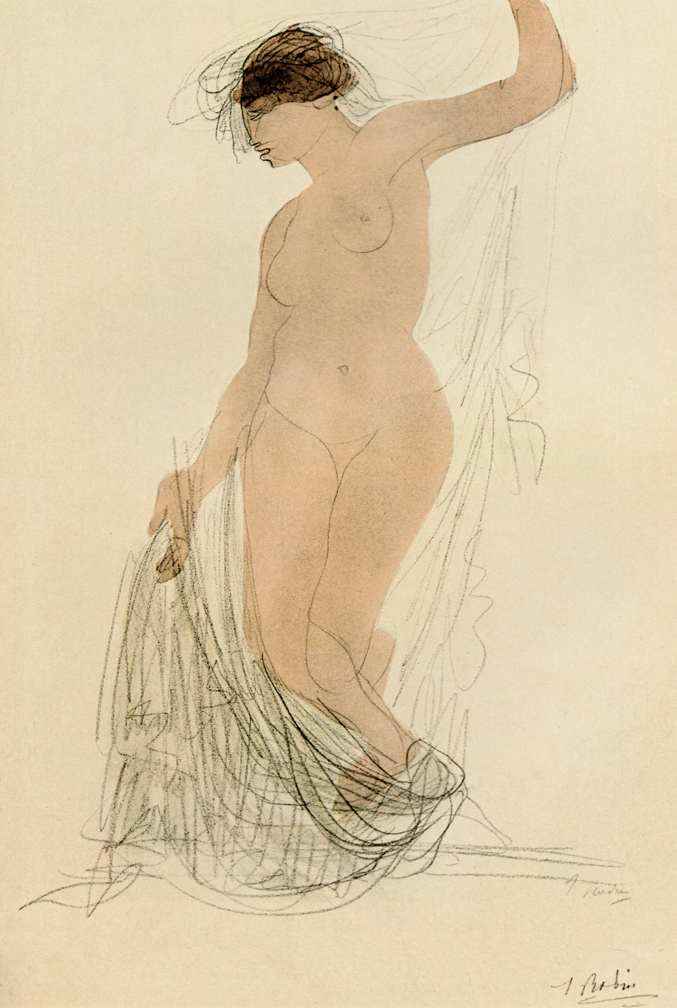
Auguste Rodin: Akt mit Draperie, um 1900–1905; veröffentlicht in Camera Work 39, 1912

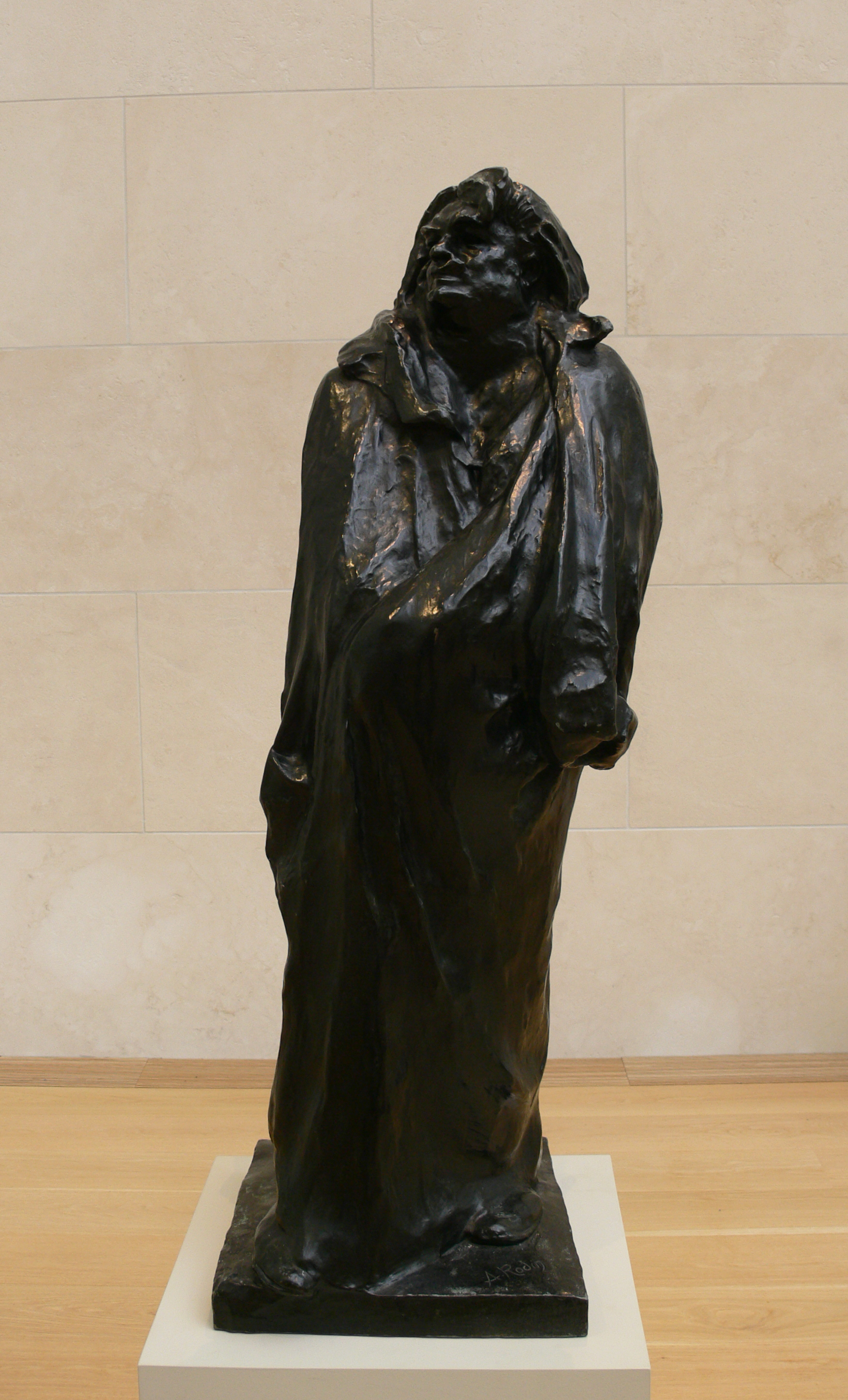
Auguste Rodin: Balzac, neuzeitliche Fotografie

In Ausgabe 14 im April 1906 berichtete Stieglitz nicht ohne Stolz von der Eröffnung der Little Galleries of the Photo-Secession an der Fifth Avenue – im Laufe der Zeit entsprechend der Hausnummer besser als 291 bekannt – im November zuvor. Die ersten Ausstellungen waren den Mitgliedern der Photo-Secession vorbehalten, denen die Galerie abseits der üblichen Clubs als zusätzlicher Treffpunkt diente. Die folgenden Ausstellungsperioden konzentrierten sich im Wesentlichen auf die Fotografie. Mit einer Werkschau der Illustratorin Pamela Colman Smith im Jahre 1907 führte Stieglitz jedoch schon bald eine Zäsur herbei, indem er, für die meisten Mitglieder überraschend, andere Ausdrucksformen der Kunst, oder überhaupt „Kunst“, zuließ.
Entsprechend verfolgte Camera Work zunächst nur die künstlerische und technische Entwicklung der Fotografie, obwohl Stieglitz von Anfang an eine redaktionelle Mischung aus Fotografie, Kunst und Literatur geplant hatte. Zudem wollte er die Fotografie auf einer Ebene wie die malerische Avantgarde aus Europa wissen und wies die Auffassung der konservativen Fotografen, die Lichtbildnerei als reines Handwerk zu betrachten, strikt zurück. Unterdessen entfernte er sich immer mehr von der Fotografie; schließlich wurden in der Galerie von 1910 bis zur Schließung 1917 nur noch vier Fotografie-Ausstellungen gezeigt. Begleitet von emotionalen Ausbrüchen verschlechterte sich Stieglitz’ Beziehung zu den anderen Fotografen drastisch, letztlich wurde er als „diktatorisch“ und „despotisch“ gescholten und 1908 unter der Anschuldigung des Vertrauensmissbrauches aus dem Camera Club ausgeschlossen. Tief verletzt revanchierte sich Stieglitz dafür mit bissigen Briefen in Camera Work.
Es folgte eine Phase „fotografischer Schismen“: 1909 löste sich der Linked Ring in London im Streit auf, andere Vereinigungen der Photo-Secessionisten in Europa ebenso. In Amerika brachen schließlich Gertrude Käsebier und Clarence H. White mit der „verhassten Welt des Kommerzes“ und spalteten sich in eigene fotografische Interessengruppen ab. Stieglitz konzentrierte sich derweil ausschließlich auf die Kunst, insbesondere auf die europäische Maleravantgarde.
Mit dem Wandel der Galerie 291 vom reinen Fotosalon zur avantgardistischen Kunstgalerie änderten sich der Inhalt von Camera Work sukzessive von der Foto- zur Kunstzeitschrift und somit die Leserschaft. „Art Work wäre in diesem Entwicklungsstadium eine treffendere Bezeichnung gewesen als Camera Work“, so die Fotohistorikerin Pamela Roberts. Im Januar 1910 veröffentlichte Camera Work erstmals Karikaturen des mexikanischen Künstlers und Intellektuellen Marius de Zayas, der Kontakte zur Pariser Avantgarde unterhielt und für den Ausstellungsmacher Stieglitz zur „rechten Hand“ in Europa wurde. Auf dem neuen Ausstellungskonzept der Galerie aufbauend, wurden in Camera Work, von diesem Zeitpunkt an, im großen Maße kunstphilosophische Texte abgedruckt.
Im Oktober 1910 veröffentlichte Stieglitz Gravuren mit Aktzeichnungen von Henri Matisse, was zu einem Proteststurm und zu Kündigungen bei den Abonnenten führte. Im April 1911 druckte er farbige Collotypien von Rodins Aktzeichnungen. Mittlerweile hatte die Hälfte der verbliebenen Leser ihr Abonnement gekündigt. Fotografien nackter Frauen wurden allgemein akzeptiert, Gemälde von diesen jedoch nicht. Stieglitz reagierte darauf in einem Artikel:

„Denjenigen unserer Leser, die nicht verstehen, warum diese Zeichnungen in Camera Work abgebildet sind, möchte ich sagen, daß diese Reproduktionen wunderschöne Beispiele dafür sind, was einer der nützlichsten Bereiche der Kameraarbeit leisten kann, der photomechanische Prozeß […] wir erlauben uns außerdem, unsere Leser daran zu erinnern, daß eine der Aufgaben von Camera Work darin besteht, die Aktivitäten der Photo-Secession und ihrer Galerie zu illustrieren. Worin diese bestehen, wurde in den letzten Ausgaben der Zeitschrift mehrfach erläutert.“

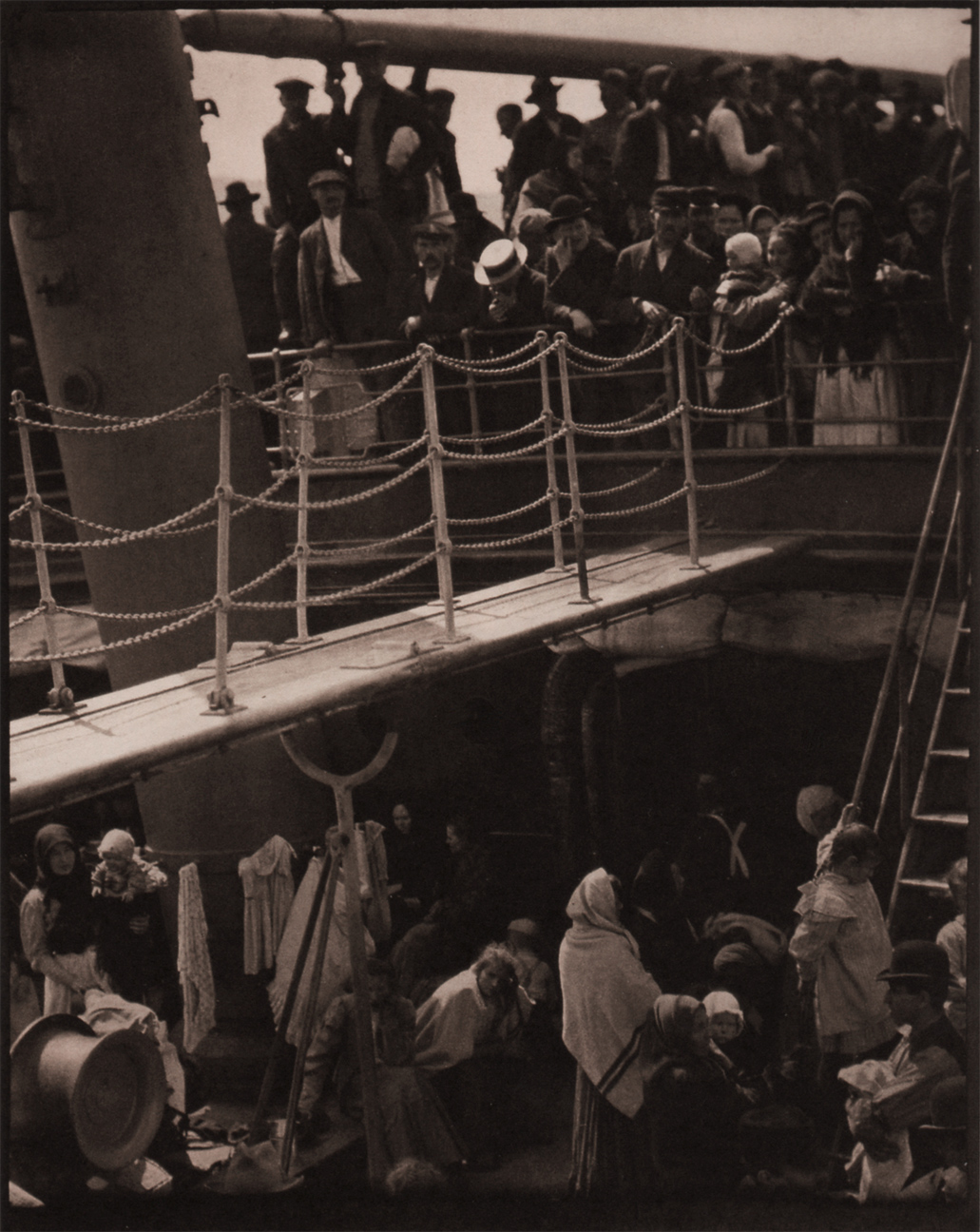
Alfred Stieglitz: The Steerage, Camera Work 36, 1911

Stieglitz verstärkte inzwischen den interdisziplinären Bildvergleich zwischen Bildhauerei, Malerei und Fotografie, gepaart mit literarischen Texten. 1911 druckte er beispielsweise ein Foto von Steichen ab, das Rodins Skulptur von Balzac zeigte, und stellte Aquarelle von Rodin daneben. Gemälde von John Marin, Henri Matisse und Pablo Picasso versah er mit Kommentaren von Gertrude Stein und zeigte dazu wiederum Ausstellungsfotos von Constantin Brâncuși, Georges Braque und Picasso. In der ihm selbst gewidmeten Ausgabe 36 im Oktober 1911 distanzierte sich Stieglitz mittlerweile deutlich vom Piktorialismus; die darauf folgenden Ausgaben befassten sich immer weniger mit Fotografie, stattdessen wurden Ausstellungskritiken anderer Kunstzeitschriften nachgedruckt.

### Sprachrohr der Avantgarde
Mit der Zeit gestaltete sich Camera Work zunehmend zu einem Forum für Literaten, Kulturwissenschaftler und Philosophen, wie beispielsweise Henri Bergson, dessen Essay Le Rire (dt. Das Lachen, 1914) im Januar 1912 in Auszügen abgedruckt, allgemein ästhetische Betrachtungen anstellte und Vergleiche zwischen dem Utilitarismus und der Materialsprache der Kunst zog. Darin stellte er die für Stieglitz programmatische Frage „Was ist der Gegenstand der Kunst?“. Maurice Maeterlinck, der sich mit der „Symbolik des Lichts“ auseinandersetzte, betrachte die künstlerische Fotografie derweil unter okkulten, spiritistischen Gesichtspunkten, für die Stieglitz selbst aufgeschlossen war, und nahm bereits Anschauungen des Surrealismus vorweg. Konsequenterweise erschienen zwei Ausgaben später Exzerpte aus Wassily Kandinskys kunstphilosophischen Aufsatz Über das Geistige in der Kunst.

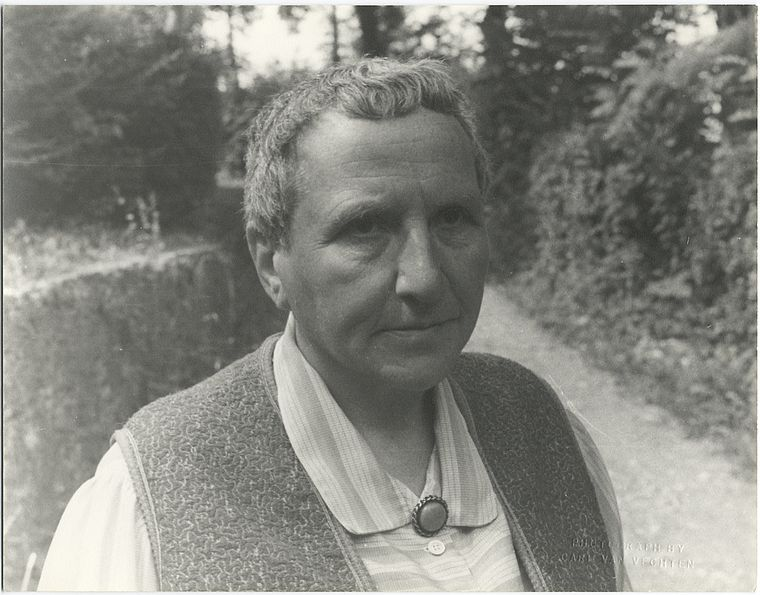
Gertrude Stein veröffentlichte in Camera Work zum ersten Mal einen Beitrag in den USA. Fotografie von Carl Van Vechten, 1934

Die Sonderausgabe im August 1912 zeigte schließlich keine einzige Fotografie mehr und war ein eindeutiger Hinweis, dass sich Stieglitz’ Interessen geändert hatten. In dem Heft wurden Gertrude Steins Kommentare, respektive „Wortportraits“, zu Werken von Matisse und Picasso veröffentlicht. Es war der erste Beitrag der amerikanischen Schriftstellerin, der in ihrem Geburtsland veröffentlicht wurde. Ihre Rezeption der Werke formulierte Stein in den für sie charakteristischen, sich wiederholenden Wortverdrehungen und entsprachen stilistisch ihrem Selbstverständnis als „kubistische Autorin“. Sie reflektierte damit Stieglitz’ Wahrnehmung des Neuen und seine Verpflichtung dem Experimentellen gegenüber. Zu Picasso schrieb sie: „One whom some were certainly following was one who was completely charming. One whom some were certainly following was one who was charming. One whom some were following was one who was completely charming. One whom some were following was one who was certainly completely charming,“ ohne einen Hinweis zu liefern um welchen, beziehungsweise ob es sich überhaupt um einen Maler handelt.
Im Vorwort der Sonderausgabe erklärte Stieglitz:

„Die Entwicklung dieser Bewegung ist das äußerliche und sichtbare Zeichen einer intellektuellen und ästhetischen Geisteshaltung, die zugleich mit unseren bekannten Traditionen im Widerspruch steht und von den meisten unserer Generation ungeträumt bleibt. Für den durchschnittlichen Betrachter, sind diese Versuche der Selbstdarstellung bei einer ersten Annäherung mehr oder weniger rätselhaft, wenn nicht sogar völlig unverständlich … zufällig fand diese Bewegung ihren ersten Ausdruck im Bereich der Malerei und das in einem Bereich, der am eindrucksvollsten war und demzufolge am meisten diskutiert wurde.“

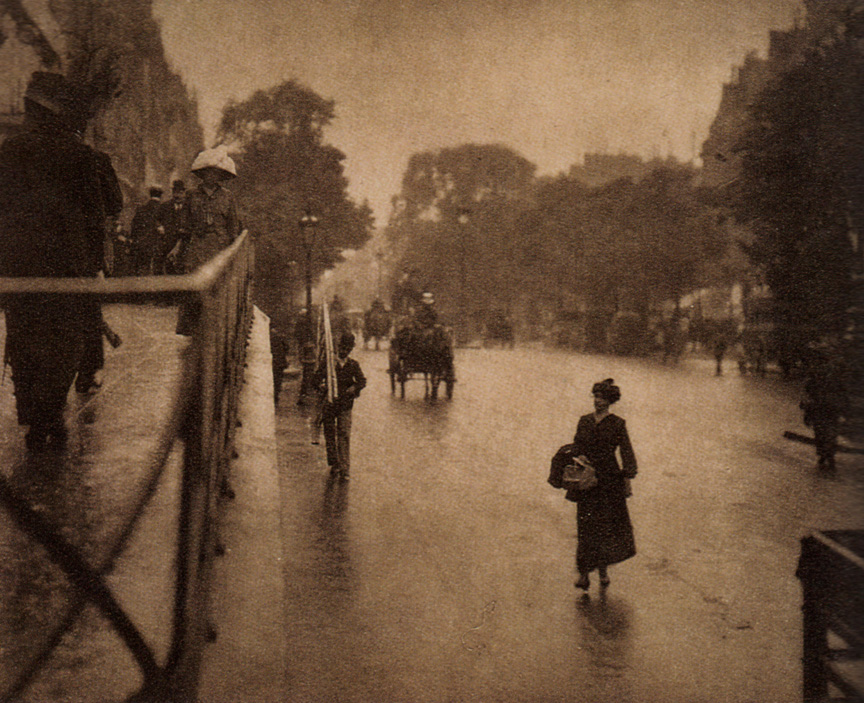
Alfred Stieglitz: A Snapshot: Paris, Camera Work 41, 1913

Stieglitz war Gertrude Stein erstmals 1909 in deren Pariser Salon, einem beliebten Treffpunkt der Avantgarde, begegnet. In einem intensiven Gedankenaustausch wurde beiden bewusst, dass sie ähnliche künstlerische Ziele verfolgten. Stein gefiel die Idee, in einem Bildmedium Texte über einen Maler zu veröffentlichen und verglich dies mit Paul Cézanne, dessen Bilder sie wiederum zum Schreiben inspirierten. Obwohl die meisten Beiträge in Camera Work dem Modernismus verpflichtet waren, zeigten sich die meisten Autoren weniger revolutionär wie die Stein. Eine Ausnahme war der amerikanische Journalist Benjamin De Casseres, der den Modernismus mit Spaß und Lobeshymnen transportierte und zugleich auf den Malerpoeten William Blake und auf die „Freudianer“ verwies. Mit der Sonderausgabe im Juni 1913 erschien Gertrude Stein noch einmal als Autorin. Stieglitz signalisierte mit diesen „weniger gefälligeren“ Artikeln, dass sich die Moderne jetzt auch im Text widerspiegelt.

### Ende und Neuanfang der Fotografie
Nach 1913 wurde die Zahl der Abonnenten von Camera Work rückläufig, entsprechend sanken die Einnahmen. Hinzu kam der Ausbruch des Ersten Weltkriegs, der die Lieferung der kostspieligen Gravuren, die von dem in Deutschland ansässigen Goetz gefertigt wurden, verhinderte. Stieglitz kümmerte sich derweil verstärkt um die Galerie 291, außerdem forderte die bevorstehende Armory Show seine Aufmerksamkeit.
Paul Strand in Camera Work 49/50, 1917

(externe Weblinks !)
- Photograph – New York, 1917
- Portrait, Washington Square Park, 1917
- The White Fence, 1917

(Drei Beispiele. Insgesamt wurden elf Fotogravuren von Strand gezeigt)
In den folgenden vier Jahren erschienen nur noch sechs Ausgaben von Camera Work. Die Nummer 47 enthielt fast ausschließlich Texte und Leserbriefe auf die Frage „Was ist 291?“, was entweder als letzter Versuch einer „Leserbindung“ oder als Stieglitz’ Suche nach Bestätigung gewertet werden kann. „Er wollte diese Meinungen gedruckt sehen, bevor er aufgeben würde. Möglicherweise zerrten der Ärger, das Arbeitspensum und die Kosten an seinen Nerven. Selbst er war nicht immun gegen die deprimierende Realität des ersten Weltkriegs“, mutmaßte die Fotohistorikerin Pam Roberts. In den Briefen kamen Menschen aus verschiedensten Berufen und Gesellschaftsschichten zu Wort; darunter der Liftboy des Hauses, zahlreiche Designer, Fotografen, Maler oder Schriftsteller. Unter den namhafteren fanden sich Francis Picabia, Man Ray, dessen Freund, der Anarchist und Bildhauer Adolf Wolff und schließlich Edward Steichen, der völlig desillusioniert äußerte, dass er Stieglitz bereits vor Jahren geraten habe, Galerie und Zeitschrift aufzugeben.
Die vorletzte Ausgabe, Nummer 48, zog ein Resümee der vergangenen Jahre und lotete zugleich Zukunftsperspektiven aus. Die Vergangenheit wurde dabei durch piktorialistische Arbeiten von Francis Bruguière, Frank Eugene und Arthur Allen Lewis dargestellt, sowie ein Ausstellungsfoto deutscher und österreichischer Fotografien, die 1906 in der 291 gezeigt wurden; für die Gegenwart standen Stieglitz’ Fotografien der Ausstellungen von Brâncuși, afrikanischer Kunst, Picasso und Braque im Jahr 1914 und die Elie-Nadelmann-Ausstellung 1915. Die Zukunft behielt Stieglitz einzig dem Fotografen Paul Strand vor, der 1916 die letzte Fotoausstellung in der 291 hatte. Und so waren die beiden letzten Ausgaben von Camera Work, die als Doppelheft 49/50 zusammengefasst waren, ausschließlich Strand gewidmet. Sogar in der Machart unterschied sich das Schlussheft von früheren Ausgaben: Das Papier war stärker, die Druckfarben kräftiger. Strands nunmehr harte, kontrastreiche Fotografien symbolisierten das Ende des Piktorialismus und die Hinwendung zur reinen „straight“ Fotografie.

## Resümee
Als Alfred Stieglitz 1917 die Galerie 291 schloss, hatte er noch unzählige unverkaufte Ausgaben von Camera Work eingelagert. Nachdem er 1930 den meisten, ihm wichtigen Institutionen einen kompletten Satz hatte zukommen lassen, verbrannte er die restlichen 1000 Exemplare. Weil er „keinen Wert“ mehr darin sah, stiftete er 1933 sein Fotoarchiv mit etwa 600 Fotografien der Photo-Secessionisten dem Metropolitan Museum of Art in New York. Sämtliche Exemplare von Camera Work, die sich heute noch in Antiquariaten oder auf Auktionen finden, stammen aus den Sammlungen der damaligen Abonnenten. Einzelne Ausgaben von Camera Work finden sich unter anderem in den (nicht ständig gezeigten) Sammlungen des Musée d’Orsay in Paris, in der National Gallery of Art in Washington, D.C., im Cleveland Museum of Art, im George Eastman House in Rochester (New York), der National Gallery of Australia in Canberra sowie im Metropolitan Museum of Art.

## Rezeption
„Als die Camera Notes auf ihrem Höhepunkt waren, schien es unmöglich, sie zu übertreffen. Doch in diesem Fall können wir nur sagen, daß es doch gelungen ist, daß Stieglitz Stieglitz ausgestieglitzt hat. Mit Camera Work hat er seinen eigenen Rekord gebrochen, einen Rekord, den niemand je auch nur annähernd gefährden konnte.“

Jede Ausgabe von Camera Work wurde von der britischen Presse weitgehend wohlwollend rezensiert. Ein Redakteur der zeitgenössischen Zeitschrift Photography befand: „Ausführung und Erfolg der Zeitschrift sind ganz und gar persönlicher Art, und solange wir keinen britischen Stieglitz finden, muß Camera Work einzigartig bleiben.“
Der britische Piktorialist Alfred Horsley Hinton schrieb 1903 in The Amateur Photographer: „Es kann kein anderes Urteil geben. Camera Work schlägt alle früheren Publikationen hinsichtlich des guten Geschmacks, des Ansehens, der tatsächlichen Bedeutung […]. Der Publikumsgeschmack erwartet zu oft, daß Photozeitschriften trivial und oberflächlich sind, doch hier werden diejenigen, die sich für die künstlerischen Aspekte der Photographie interessieren, auf Lesestoff stoßen, der überdauern wird, der sie zum Nachdenken anregen wird, gleichfalls auf Bilder, die heute berühmt sind und es wohl auch in Zukunft sein werden. Man kann Camera Work nicht genug loben, es gibt nichts Vergleichbares. Auf Herrn Alfred Stieglitz können die amerikanischen Photographen zu Recht stolz sein …“
1924 wurde Stieglitz von der Royal Photographic Society mit der Progress Medal die höchste Auszeichnung der Gesellschaft verliehen. Die Ehrung erfolgte „in Anerkennung seiner bedeutenden Leistungen bei der Entstehung und Förderung der amerikanischen piktorialistischen Fotografie und für seine Gründung und Verbreitung der Zeitschrift Camera Work, die über einen Zeitraum von 14 Jahren der künstlerischste Versuch einer Dokumentation der Photographie war, der je unternommen wurde.“
Der französische Fotohistoriker Michel Frizot konstatierte in einem Essay über Camera Work: „Sie war die luxuriöseste Fotozeitschrift der Epoche und war ebenso bedeutend wie Amateur Photographer in Großbritannien, Photographische Rundschau in Deutschland und Revue de photographie in Frankreich. […] Anhand von Camera Work läßt sich die gesamte Theorieentwicklung über 15 Jahre und der zunehmende Einfluß der europäischen Vorbilder nachvollziehen, die Stieglitz bereits in seiner Galerie 291 vorführte und auch in der Zeitschrift selbst zeigte […] Die meisten in Camera Work veröffentlichten Bilder stammen von Steichen, gefolgt von Stieglitz, Craig, Annan, Coburn, White, Eugene, De Meyer, Demachy, Kühn, Seeley und anderen, allesamt fortschrittlichen Fotografen, die in der Anlehnung an die Bildende Kunst versuchten, die Welt zu begreifen.“
Der amerikanische Kulturwissenschaftler Michael North hinterfragt in seinen 2005 veröffentlichten Betrachtungen zur ästhetischen Moderne und zur Fotografie die Multidisziplinarität von Camera Work. North unterstellt, dass Literatur und visuelle Künste durch die Fotografie in ein neues Verhältnis rückten: „Durch die Zeitschrift ist die Fotografie zu einem wichtigen Vehikel für abstrakte Kunst und experimentelle Literatur geworden“. Der Autor macht dies an einer Anekdote aus dem Jahr 1912 fest, als ein Leser von Camera Work erstaunt fragte, was „Picasso & Co“ mit Fotografie zu tun hätten.
Die Fotohistorikerin Pam Roberts resümierte, dass Camera Work „vom Publicity-Organ der Photo-Secession zum Ausstellungskatalog der Galerie 291“ viele Aufgaben erfüllte und „als letzte Bastion des Zusammentreffens von Symbolismus, Photographie und Literatur begann und als Botschafterin der Moderne“ endete. Obwohl die Zeitschrift viele Fotografen inspirierte, war sie für andere, wie Ansel Adams, Walker Evans oder Eliot Porter, ein Anachronismus, da man sich aus der Fülle der piktorialistischen Arbeiten lediglich an Steichen, Stieglitz und Strand erinnert. „Vor allem“, so Roberts, „war Camera Work die Autobiographie eines kreativen Menschen gewesen, […] eines Mannes, den man als Despoten, Diktator, Guru, Propheten und Messias bezeichnete: Alfred Stieglitz.“

## Galerie

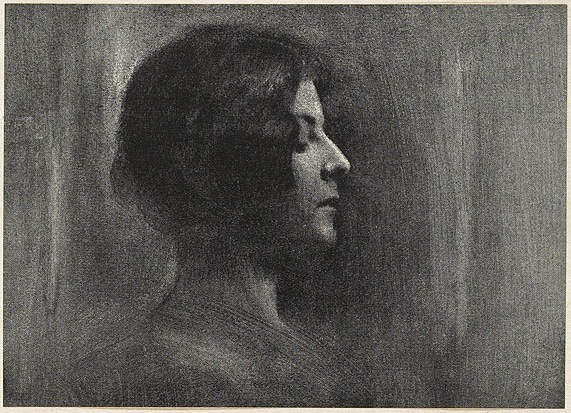
Robert Demachy: Severity. Veröffentlicht in Camera Work 5, 1904
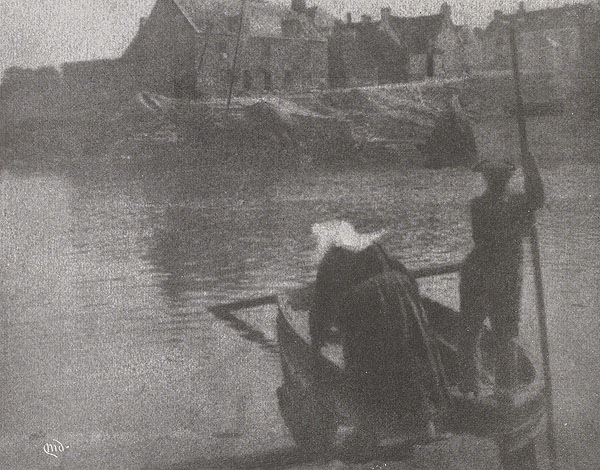
Mary Devens: The Ferry, Concarneau. Veröffentlicht in Camera Work 7, 1904
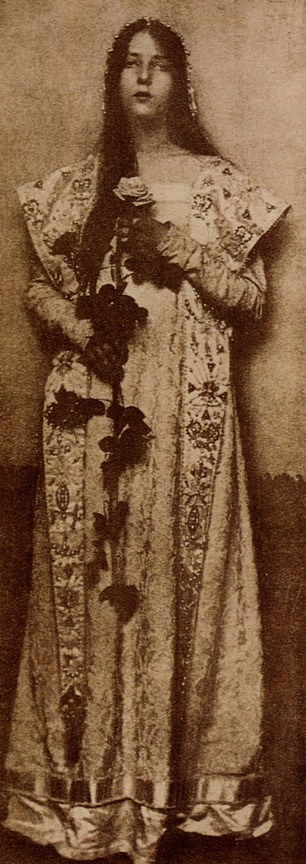
Eva Watson-Schütze: The Rose. Veröffentlicht in Camera Work 9, 1905
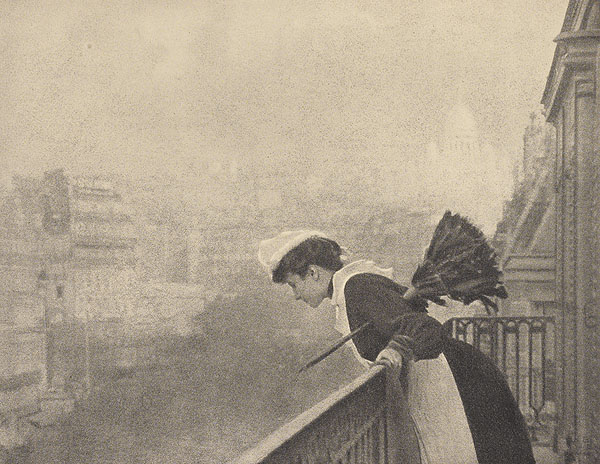
Constant Puyo: Montmartre. Veröffentlicht in Camera Work 16, 1906
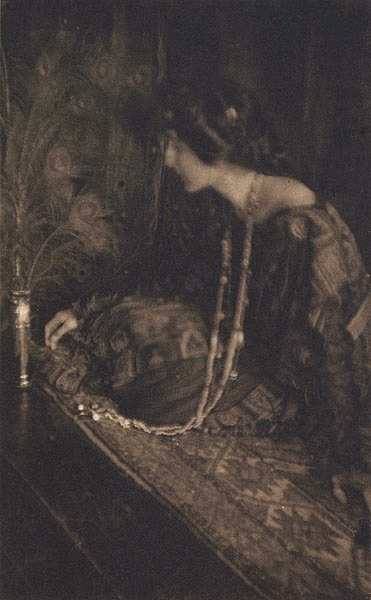
Joseph Keiley: Lenore. Veröffentlicht in Camera Work 17, 1907
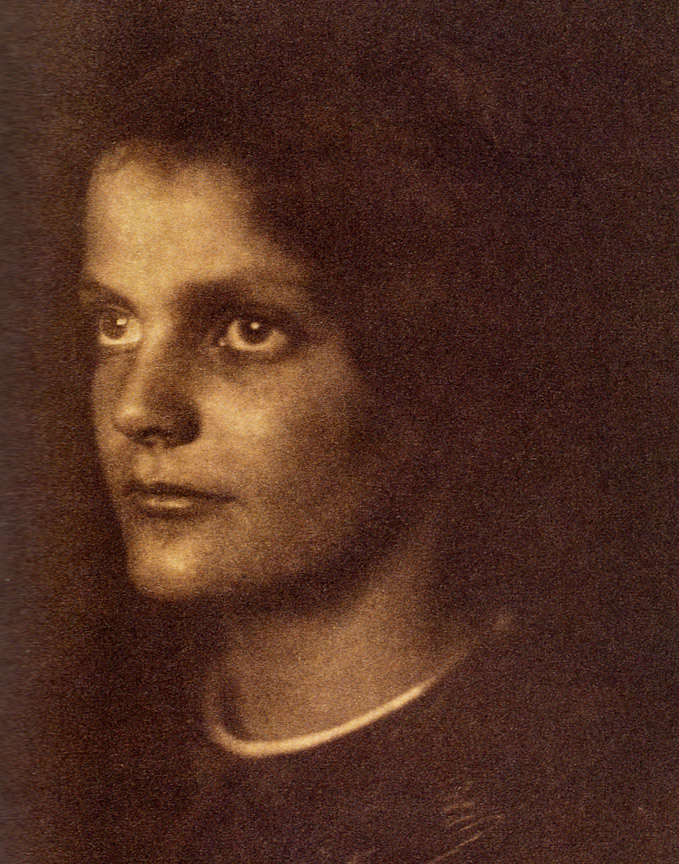
Sarah Choate Sears: Mary. Veröffentlicht in Camera Work 18, 1907
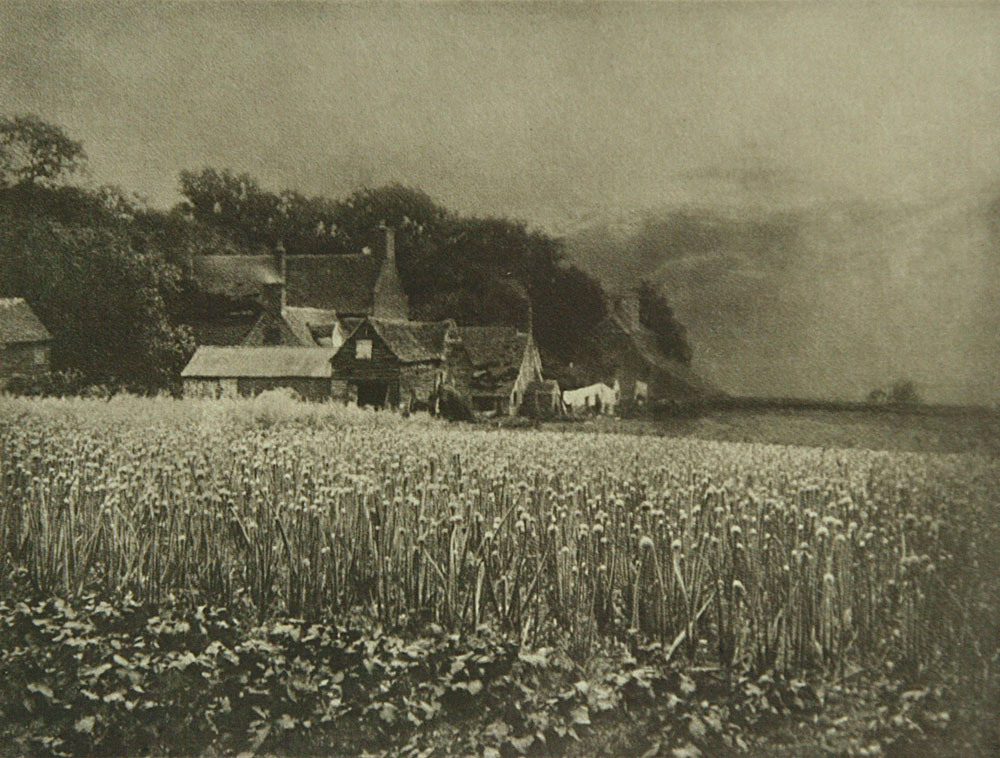
George Davison: The Onion Field. Veröffentlicht in Camera Work 18, 1907
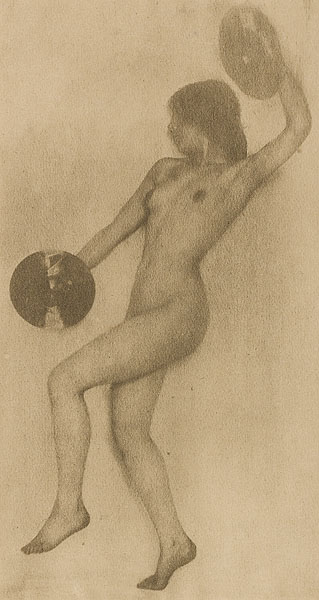
William B. Dyer: L’Allegro. Veröffentlicht in Camera Work 19, 1907
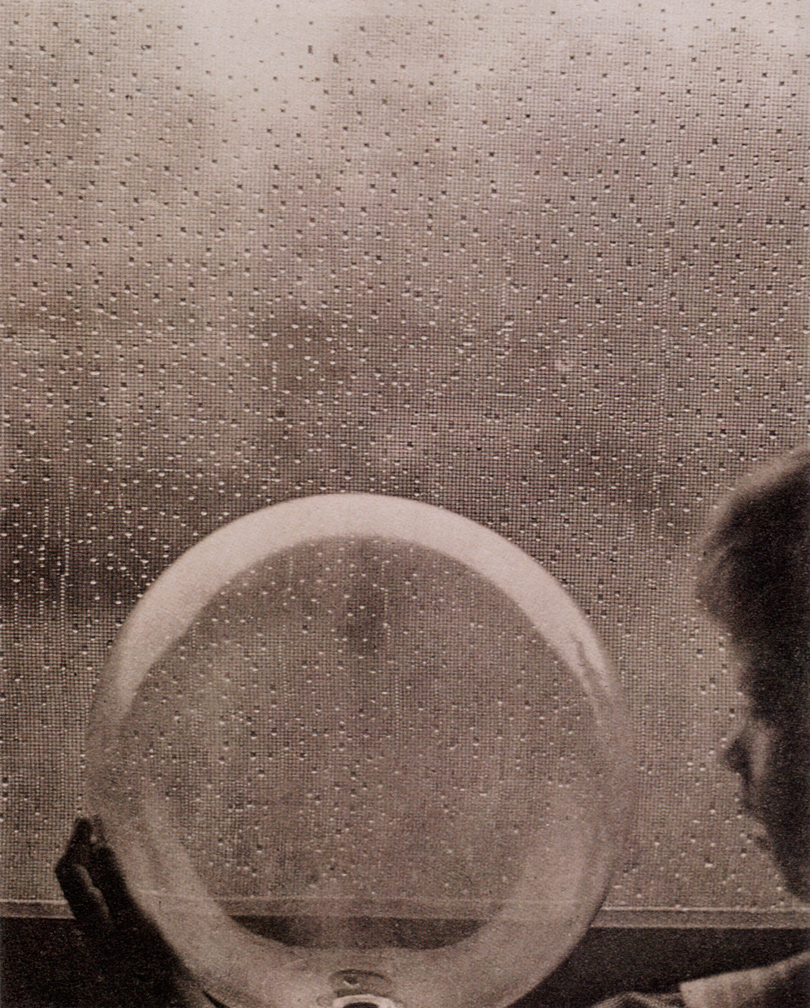
Clarence H. White: Drops of Rain. Veröffentlicht in Camera Work 23, 1908
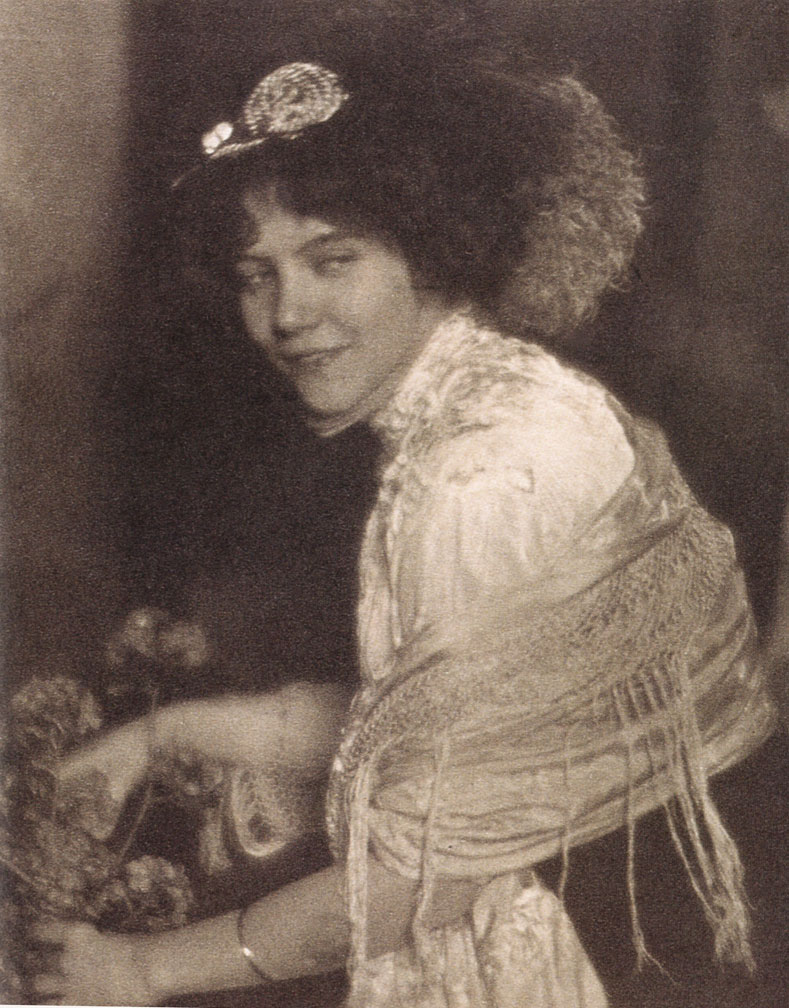
Paul Haviland: Miss G.G., veröffentlicht in Camera Work, No 28, 1909
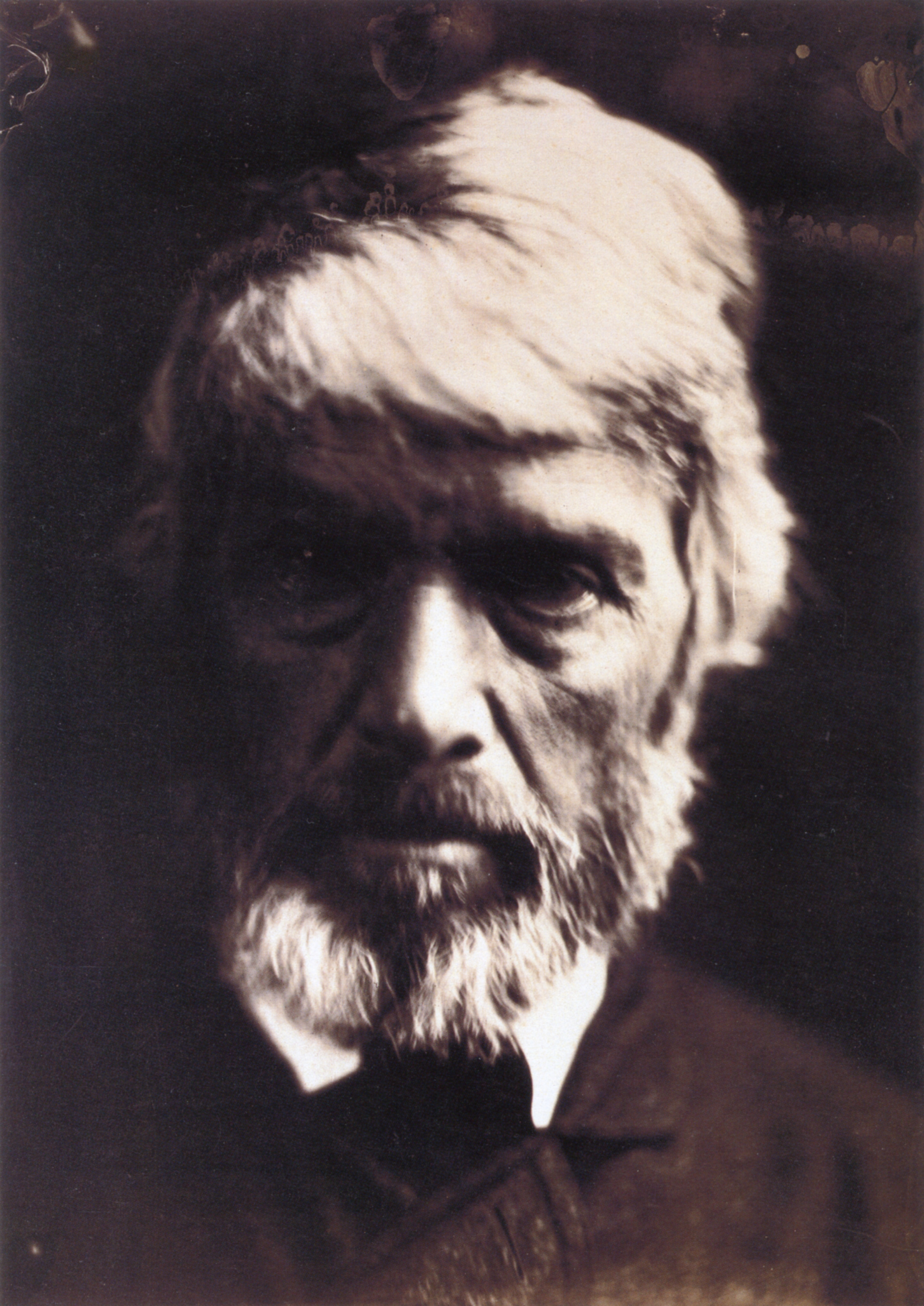
Julia Margaret Cameron: Carlyle, veröffentlicht in Camera Work 41, 1913
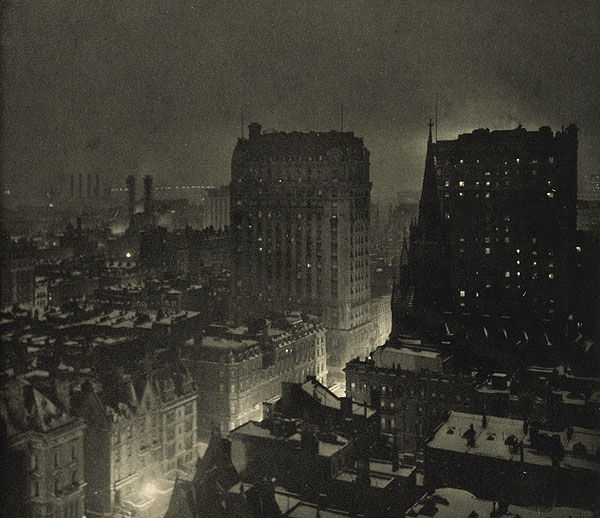
Paul Haviland: New York at night, veröffentlicht in Camera Work 46, 1914

## Index der Ausgaben
Insgesamt wurden von Camera Work 53 Ausgaben veröffentlicht, darunter drei Sondernummern (die Doppelhefte Nr. 34/35, 42/43 und 49/50). Alle Ausgaben stehen online u. a. in dem Gemeinschaftsprojekt „Modernist Journals Project“ der Brown University & The University of Tulsa.
Nummer 1, Januar 1903
- Fotografien: Sechs Arbeiten von Gertrude Käsebier; eine von Alfred Stieglitz; eine von Arthur Radclyffe Dugmore.
- Malereien: Ein Werk von Dwight William Tryon; eins von Pierre Puvis de Chavannes.
- Texte: Alfred Stieglitz, Charles Caffin, Dallett Fuguet, John Barrett Kerfoot, Sidney Allan (Sadakichi Hartmann), Edward Steichen, Joseph Keiley und andere.

Nummer 2, April 1903
- Fotografien: Zwölf Arbeiten von Edward Steichen.
- Texte: Artikel von Edward Steichen, Charles Caffin und Sadakichi Hartmann; Vermischtes von R. Child Bayley, Dallett Fuguet, John Barrett Kerfoot und Eva Watson-Schütze.

Nummer 3, Juli 1903
- Fotografien: Fünf Arbeiten von Clarence H. White; drei von Ward Muir; je eine von J. C. Strauss, Joseph Keiley, Alfred Stieglitz und Alvin Langdon Coburn.
- Malereien: Je ein Werk von Mary Cassatt, Eugène Boudin und Rembrandt.
- Texte: Charles Caffin über Clarence H. White; Vermischtes von John Barrett Kerfoot, Dallett Fuguet, Ward Muir und anderen; Zitate von James McNeill Whistler, Peter Henry Emerson.
- Beilagen: Faksimile des handgeschriebenen Textes Je Crois von Maurice Maeterlinck; Richtlinien und Mitgliederliste der Photo-Secession.

Nummer 4, Oktober 1903
- Fotografien: Sechs Bilder von Frederick H. Evans; eins von Alfred Stieglitz (The Flatiron Building); eins von Arthur E. Becher.
- Texte: George Bernard Shaw über Frederick Henry Evans; Vermischtes von Sadakichi Hartmann, Dallett Fuguet, John Barrett Kerfoot, Charles Caffin, Joseph Keiley und Edward Steichen.

Nummer 5, Januar 1904 
- Fotografien: Sechs Arbeiten von Robert Demachy; eine von Prescott Adamson; eine von Frank Eugene (Smith).
- Texte: Joseph Keiley über Robert Demachy; Sadakichi Hartmann über Kritiken; Vermischtes von F. H. Evans, Dallett Fuguet und anderen; Zitate von James McNeill Whistler.

Nummer 6, April 1904
- Fotografien: Sechs Arbeiten von Alvin Langdon Coburn; zwei von Will A. Cadby; eine von W. B. Post.
- Texte: Charles Caffin über Alvin Langdon Coburn; Sadakichi Hartmann über die Carnegie Ausstellung; Vermischtes von Will A. Cadby, Dallett Fuguet und anderen.

Nummer 7, Juli 1904
- Fotografien: Sechs Arbeiten von Theodor und Oscar Hofmeister; zwei von Robert Demachy; eine von Edward Steichen; eine von Mary Devens.
- Texte: Ernst Juhl über die Hofmeisters; Robert Demachy über Gummidruck; Vermischtes von A. K. Boursault, F. H. Evans und anderen; Abonnentenwerbung.

Nummer 8, Oktober 1904
- Fotografien: Sechs Arbeiten von James Craig Annan; eine von Alvin Langdon Coburn; eine von F. H. Evans; sechs Scherenschnitt-Porträts von John Barrett Kerfoot.
- Texte: Joseph Keiley über J. Craig Annan; John Barrett Kerfoot über Silhouetten und Satire; Alfred Stieglitz über ausländische Ausstellungen; Vermischtes.

Nummer 9, Januar 1905
- Fotografien: Fünf von Clarence White; eine von Edward Steichen; vier von Eva Watson-Schütze.
- Texte: Joseph Keiley über Eva Watson-Schütze; John W. Beatty über Clarence White; F. H. Evans über den photographischen Salon in London 1904; Satire von John Barrett Kerfoot; neue Serie mit Nachdrucken New Yorker Kritiker, diesmal First American Salon in New York; Vermischtes; Zitate von Sebastian Melmoth (Oscar Wilde).

Nummer 10, April 1905
- Fotografien: Sieben von Gertrude Käsebier; zwei von C. Yarnall Abbott; eine von E. M. Bane.
- Kunstwerke: ein Druck von Kitagawa Utamaro; Gemälde von Thomas W. Dewing und Sandro Botticellis Primavera (in schwarz-weiß).
- Texte: Roland Rood über Plagiate; Charles Fitzgerald (ein Kritiker der New York Sun, der öfter in Camera Work abgedruckt wurde); Edward Steichen: Maler und Fotografen; Vermischtes.

Nummer 11, Juli 1905
- Fotografien: Sechs Arbeiten von David Octavius Hill; zwei von Edward Steichen; eine von Robert Demachy; zwei von A. Horsley Hinton.
- Texte: J. Craig Annan über David Octavius Hill; Dallett Fuguet über Kunst und Originalität; Satire von John Barrett Kerfoot; verschiedene Techniken; Alfred Stieglitz über Camera Works Pläne für 1906.

Nummer 12, Oktober 1905
- Fotografien: Zehn Arbeiten von Alfred Stieglitz: Horses (1904), Winter, Fifth Avenue (falsch datiert auf 1892, aufgenommen im Februar 1893), Going to the Post (1904), Spring (1901), Nearing Lund (1904), Katherine (1905), Miss S. R. (1904), Ploughing (1904), Gossip, Katwyck (1894), September (1899); drei Arbeiten von F. Benedict Herzog.
- Andere Abbildungen: Nachdrucke von Hieroglyphen und Höhlenmalereien (halbseitig); zwei Werke von Giotto; eine von Botticelli (Detail aus Primavera); eine von Diego Velázquez.
- Texte: Charles Caffin, „Wahrheit und Illusion“; Roland Rood über die Entwicklung der Kunst; Ankündigung der Eröffnung der Little Galleries of the Photo-Secession Gallery für den 1. November; Vermischtes; Zitate von Sebastian Melmoth.

Nummer 13, Januar 1906
- Fotografien: Drei Arbeiten von Hugo Henneberg; vier von Heinrich Kühn; fünf von Hans Watzek.
- Andere Kunstwerke: Edward Steichens Poster für die Photo-Secession.
- Texte: F. Mathies-Masuren über Hugo Henneberg, Heinrich Kühn und Hans Watzek; Charles Caffin, „Wahrheiten und Illusionen II“; F. H, Evans über den Londoner Salon 1905 (mit einer Liste der amerikanischen Foto-Ausstellungen); Vermischtes.

Nummer 14, April 1906
- Fotografien: Neun von Edward Steichen; vier von Alfred Stieglitz der Ausstellungen in der 291 (Edward Steichen im März, Clarence White und Gertrude Käsebier im Februar und die Ausstellungseröffnung im November—Januar (zwei Bilder)); Cover-Gestaltung von Edward Steichen (Frau mit Globus).
- Texte: George Bernard Shaw, „The Unmechanicalness of Photography“ und Rezension der Londoner Ausstellung; Satire von John Barrett Kerfoot; Nachdrucke von Kritiken über die Photo-Secessionisten-Ausstellungen; Ausstellungskalender.

Sonderheft Edward Steichen, April 1906
- Fotografien: Sechzehn Arbeiten von Edward Steichen, unter anderem Porträts von Eleonora Duse, Maurice Maeterlinck, J. R. Morgan und Auguste Rodin, sowie zahlreiche handkolorierte Halbtondrucke.
- Text: Maurice Maeterlinck, „I Believe.“

Nummer 15, Juli 1906
- Fotografien: Fünf Arbeiten von Alvin Langdon Coburn; eine von George Bernard Shaw, Porträt von Alvin Langdon Coburn; eine von Edward Steichen, Experimente mit dreifarbigen Fotografien, unretuschierte Halbton-Platten direkt vom Diapositiv; eine Arbeit von George Henry Seeley.
- Texte: Artikel von Charles Caffin und Rolund Rood; George Bernard Shaw über Alvin Langdon Coburn; John Barrett Kerfoot, „The ABC of Photography, A–G“; Vermischtes, mit einem Bericht von der First Pennsylvania Academy Fotoausstellung ausgerichtet von Joseph Keiley, Edward Steichen und Alfred Stieglitz.

Nummer 16, Oktober 1906
- Fotografien: Sieben Arbeiten von Robert Demachy; drei von Constant Puyo; zwei von René LeBégue.
- Texte: Robert Demachy über Öldruck-Techniken; Charles Caffin über aktuelle Ausstellungen; John Barrett Kerfoot, „The ABC of Photography, H–N“; Vermischtes.

Nummer 17, Januar 1907
- Fotografien: Sechs Arbeiten von Joseph Keiley; zwei von F. Benedict Herzog; eine von Harry Cogswell Rubincam; eine von A. Radclyffe Dugmore.
- Weitere Abbildungen: Zwei satirische Aquarell-Porträts von James Montgomery Flagg in zwei Farben
- Texte: Charles Caffin on F. Benedict Herzog: John Barrett Kerfoot, „The ABC of Photography, O–T“, F. H. Evans über den Londoner Salon 1906; Vermischtes.

Nummer 18, April 1907
- Fotografien: Sechs Arbeiten von George Davison; zwei von Sarah Choate Sears; zwei von William B. Dyer.
- Texte: Charles Caffin über Symbolismus und Allegorien; R. Child Bayley über piktorialistische Photographie; John Barrett Kerfoot, „The ABC of Photography, U—Z“; Robert Demachy über „modifizierte“ Drucke, beantwortet von George Bernard Shaw; F. H. Evans; Francis Meadow Sutcliffe; Vermischtes.

Nummer 19, Juli 1907
- Fotografien: Fünf Arbeiten von James Craig Annan; eine von Edward Steichen.
- Texte: Robert Demachy „Straight print“; Vermischtes von Dallett Fuguet, Charles Caffin, John Barrett Kerfoot und andere.

Nummer 20, Oktober 1907
- Fotografien: Sechs Arbeiten von George Henry Seeley; drei Schnappschüsse von Alfred Stieglitz – From My Widow, New York (nach 1898), From My Window, Berlin (1888–90), In the New Work Central Yards (1903); eine Arbeit von W. Renwick.
- Texte: Alfred Stieglitz, „Die neue Farbfotografie“ (erster Bericht über das Autochromverfahren der Lumière und hierzu angestellte Experimente im Juni 1907); Joseph Keiley über Gertrude Käsebier; C. A. Brasseur über Farbfotografie; Vermischtes.

Nummer 21, Januar 1908
- Fotografien: Zwölf Arbeiten von Alvin Langdon Coburn.
- Texte: (unsigniert) „Ist Fotografie eine neue Kunst?“; Charles Caffin und andere. Erklärung, warum sich die farbige Ausgabe verzögert.

Nummer 22, April 1908 (farbige Ausgabe)
- Fotografien: Drei Arbeiten von Edward Steichen, George Bernard Shaw, On the Houseboat, Lady H. (im Vierfarb-Rasterdruck reproduziert von Bruckmann, München).
- Texte: Edward Steichen, „Farbfotografie“; Charles Caffin und J. C. Strauss über den Ausschluss von Alfred Stieglitz aus dem New York Camera Club; Liste mit vierzig Mitgliedern der „Camera Workers“, einer neuen Gruppe von Fotografen, die ebenfalls aus dem Camera Club ausgetreten sind; Vermischtes, mit einem Rückblick der Ausstellung der Rodin-Zeichnungen in der 291 im Januar.

Nummer 23, Juli 1908
- Fotografien: Sechzehn Arbeiten von Clarence H. White.
- Texte: Charles Caffin über die Ausstellungen von Clarence H. White und George Henry Seeley; Nachdrucke der Kritiken zur Schau von Henri Matisse; Alfred Stieglitz, „Frilling and Autochromes“; Vermischtes.

Nummer 24, Oktober 1908
- Fotografien: Sieben Bilder von Adolphe de Meyer; eine von William E. Wilmerding; zwei von Guido Rey.
- Texte: George Besson befragt Künstler wie Auguste Rodin und Henri Matisse über piktorialistische Photographie; Charles Caffin, „The Camera Point of View in Painting und Photography“; Vermischtes.

Nummer 25, Januar 1909
- Fotografien: Fünf von Annie W. Brigman; eine von Ema Spencer; eine von C. Yarnall Abbott; zwei von Frank Eugene, darunter ein Porträt von Alfred Stieglitz.
- Texte: Charles Caffin, „Henri Matisse und Isadora Duncan“; John Barrett Kerfoot über Henri Matisse; John Nilsen Laurvik über Annie W. Brigman; Vermischtes, Mitgliederliste der Photo-Secession.

Nummer 26, April 1909
- Fotografien: Sechs Arbeiten von Alice Boughton; eine von James Craig Annan; eine von George Davison.
- Texte: Benjamin de Casseres, „Karikaturen und New York“; Sir (Caspar) Purdon Clarke über Kunst und Oscar Wilde über den Künstler; J. Nilsen Laurvik über die Internationale Fotografie-Ausstellung im National Arts Club; Vermischtes.

Nummer 27, Juli 1909
- Fotografien: Fünf Arbeiten von Herbert C. French; vier von Clarence White und Alfred Stieglitz (gemeinsame Arbeiten).
- Texte: H. G. Wells, „Über die Schönheit“; Benjamin de Casseres über Pamela Colman Smith; Charles Caffin über die Ausstellungen von Adolph de Meyer und Alvin Langdon Coburn; New Yorker Kritiken zu Alfred Maurer und John Marin in der 291; Zitate von Oscar Wilde; Vermischtes.

Nummer 28, Oktober 1909
- Fotografien: Sechs Arbeiten von David Octavius Hill; eine von George Davison; eine von Paul Burty Haviland; eine von Marshall R. Kernochan; eine von Alvin Langdon Coburn.
- Texte: Unsignierter Text über den Impressionismus; Charles Caffin über Edward Steichens Fotografien von Rodins Balzac sowie über die Internationale Fotoausstellung in Dresden; Zitate von Friedrich Nietzsche; Vermischtes

Nummer 29, Januar 1910
- Fotografien: Zehn von George Henry Seeley.
- Karikaturen: Vier Arbeiten von Marius de Zayas.
- Texte: Sadakichi Hartmann; Julius Meier-Graefe über Lithografien von Henri de Toulouse-Lautrec; Kritiken über die Galerie-Ausstellung der Photo-Secession; Vermischtes.

Nummer 30, April 1910
- Fotografien: Zehn Arbeiten von Frank Eugene.
- Karikaturen: Marius de Zayas karikiert Alfred Stieglitz.
- Texte: William D. MacColl über Kunstkritiken; Sadakichi Hartmann über Komposition; Charles Caffin über Edward Steichen; New Yorker Kritiker über Edward Steichen, John Marin und Henri Matisse; Vermischtes, Ankündigung der Albright-Gallery-Ausstellung in Rochester (NY) im November.

Nummer 31, Juli 1910
- Fotografien: Vierzehn Arbeiten von Frank Eugene.
- Texte: Max Weber, „The Fourth Dimension from a Plastic Point of View“ und „Chinese Dolls and Modern Colonists“; Paul Burty Haviland verteidigt die Ausstellung anderer Kunstwerke in der Galerie 291 und deren Abbildungen in Camera Work; Sadakichi Hartmann über Marius de Zayas; New Yorker Kritiken über die Ausstellung der Younger American Painters; Vermischtes.

Nummer 32, Oktober 1910
- Fotografien: Fünf Arbeiten von J. Craig Annan; eine von Clarence White; Werbeanzeige von Alvin Langdon Coburn.
- Zeichnungen: Zwei Aktzeichnungen von Matisse; ein Bühnendesign von Edward Gordon Craig.
- Texte: Sadakichi Hartmann über Puritanismus; Annan über die Fotografie als künstlerischer Ausdruck; Benjamin de Casceres über „Dekadenz und Mittelmäßigkeit“; Elie Nadelman, Meine Zeichnungen; Vermischtes.

Nummer 33, Januar 1911
- Fotografien: Fünfzehn Arbeiten von Heinrich Kühn (Mezzotinto- und Halbton-Arbeiten).
- Texte: Charles Caffin, Joseph Keiley, Alvin Langdon Coburn et al. über die Ausstellung in der Albright-Knox Art Gallery; Sadakichi Hartmann, „Was bleibt?“; Max Weber, Gedichte zu mexikanischer Volkskunst; Vermischtes.

Nummers 34/35, April–Juli 1911
- Fotografien: Vier Arbeiten von Edward Steichen, inklusive Rodin und Balzac.
- Zeichnungen: Zwei Gravuren und sieben Collotypien von Auguste Rodin.
- Texte: Benjamin de Casseres; Agnes E. Meyer; Sadakichi Hartmann über Auguste Rodin; George Bernard Shaw, „Eine Seite von Shaw“; Marius de Zayas über den Pariser Herbstsalon; Charles Caffin über Paul Cézanne; Marius de Zayas über Pablo Picasso; L.F. Hurd, Jr.; Vermischtes.

Nummer 36, Oktober 1911
- Fotografien: Sechzehn Arbeiten von Alfred Stieglitz: The City of Ambition (1910), The City Across the River (1910), The Ferry Boat (1910), The Mauretania (1910), Lower Manhattan (1910), Old und New New York (1910), The Aeroplane (1910), A Dirigible (1910), The Steerage (1907), Excavating, New York (1911), The Swimming Lesson (1906), The Pool – Deal (1910), The Hand of Man, (1902), In the New York Central Yards (1903), The Terminal (1892), Spring Showers, New York (1903).
- Zeichnungen: Eine von Pablo Picasso.
- Texte: Benjamin de Casseres, „Das Unbewusste in der Kunst“; Zitate von Henri Bergson und Platon; Alvin Langdon Coburn, „Die Beziehung der Zeit zur Kunst“; Vermischtes.

Nummer 37, Januar 1912
- Fotografien: Arbeiten von David Octavius Hill und Robert Adams.
- Texte: Benjamin de Casseres über die „Moderne und die Dekadenz“; Sadakichi Hartmann über Originalität; Henri Bergson über den „Gegenstand der Kunst“: Archibald Henderson über George Bernard Shaw und Fotografie; Maurice Maeterlinck über Fotografie; Charles Caffin über Adolph de Meyer; Gelett Burgess, „Essays in Subjective Symbolism“; Vermischtes

Nummer 38, April 1912
- Fotografien: Fünf Arbeiten von Annie W, Brigman; acht von Karl F. Struss.
- Texte: Benjamin de Casseres, „Das Ironische in der Kunst“; Sadakichi Hartmann, „Die ästhetische Bedeutung des bewegten Bildes“; Nachdrucke New Yorker Kritiker; Vermischtes.

Nummer 39, Juli 1912
- Fotografien: Sechs Arbeiten von Paul Burty Haviland; eine von H. Mortimer Lamb.
- Malereien: Zwei Aquarelle von John Marin, dreifarbig gedruckt.
- Zeichnungen: Zwei Arbeiten von Manuel Manolo.
- Karikaturen: Marius de Zayas karikiert Alfred Stieglitz.
- Texte: Marius de Zayas, „Die Sonne ist untergegangen“; Sadakichi Hartmann über Henri Matisse; Auszüge aus Wassily Kandinskys „Über das Geistige in der Kunst“; J. Nilsen Laurvik über John Marin; Sadakichi Hartmann über Kinderzeichnungen; Vermischtes.

Sonderausgabe, August 1912
- Malereien: Fünf Werke von Henri Matisse; drei von Pablo Picasso.
- Zeichnungen: Zwei von Pablo Picasso.
- Skulpturen: Zwei Abbildungen von Henri Matisse; zwei von Pablo Picasso (gerasterte Fotoreproduktionen).
- Texte: Leitartikel zum Inhalt; Gertrude Stein, „Henri Matisse“ und „Pablo Picasso“ (erste Veröffentlichung ihrer Schriften in den Vereinigten Staaten).

Nummer 40, Oktober 1912
- Fotografien: Vierzehn Arbeiten von Adolphe de Meyer.
- Texte: John Galsworthy, „Flüchtige Gedanken zur Kunst“; Hutchins Hapgood, „Eine neue Form der Literatur“; Auszüge aus den Briefen Vincent van Goghs; Vermischtes.

Nummer 41, Januar 1913
- Fotografien: Fünf Kalotypien von Julia Margaret Cameron; vier Fotografien von Alfred Stieglitz, A Snapshot, Paris (zwei Bilder, 1911), The Asphalt Paver, New York (1892), Portrait S. R. (1904).
- Texte: Marius de Zayas, „Photographie“ und „The Evolution of Form Introduction“; Nachdrucke New Yorker Kritiken; Vermischtes.

Sonderausgabe, Juni 1913
- Malereien: Drei Gemälde von Paul Cézanne; eine von Vincent Van Gogh; zwei von Pablo Picasso; eine von Francis Picabia.
- Zeichnungen: Eine Fotoreproduktion von Pablo Picasso.
- Texte: Gertrude Stein, „Portrait of Mabel Dodge at the Villa Curonia“; Mabel Dodge, „Speculations“; Gabrielle Buffet-Picabia, „Modern Art und the Public“; Francis Picabia, „Vers L’Amorphisme“; Benjamin de Casseres, „The Renaissance of the Irrational“; Vermischtes; „Are You Interested in the Deeper Meaning of Photography?“

Nummern 42/43, April–Juli 1913 (veröffentlicht im November)
- Fotografien: Vierzehn Arbeiten von Edward Steichen (mit einigen Duoton-Drucken).
- Malereien: drei von Edward Steichen (reproduziert als dreifarbiger Rasterdruck).
- Texte: Marius de Zayas, „Fotografie und künstlerische Fotografie“; Gedicht von Mary Steichen; New Yorker Kritiken zu Galerie 291; John Marin, „Erklärung zu seiner Ausstellung“; Francis Picabia, „Geleitworte zur Ausstellung“; Marius de Zayas, „Geleitworte zur Ausstellung“; John Weichsel, „Cosmism or Amorphism?“

Nummer 44, Oktober 1913 (veröffentlicht im März 1914)
- Fotografien: Eine von Edward Steichen; eine von Alfred Stieglitz, Two Towers, New York; eine von Annie W. Brigman.

Nummer 45, Januar 1914 (veröffentlicht im Juni)
- Fotografien: Acht Arbeiten von J. Craig Annan.
- Texte: Mina Loy, „Aphorisms on Futurism“; Marsden Hartley, Vorwort zur Ausstellung; Mabel Dodge über Marsden Hartley; Gertrude Stein, „From a Play by Gertrude Stein on Marsden Hartley“; Nachdrucke New Yorker Kritiken; Hinweis auf die geplante Fotoausstellung in der 291; Vermischtes.

Nummer 46, April 1914 (veröffentlicht im Oktober)
- Fotografien: Zwei Arbeiten von Paul Burty Haviland; eine von Frederick H. Pratt.
- Karikaturen: Zehn Werke von Marius de Zayas.
- Texte: John Weichsel, „Artists und Others“; Gedichte von Katharine Rhoades und Mina Loy; Marius de Zayas über Karikaturen; Paul Burty Haviland über Marius de Zayas; Gedicht von „S.S.S.“ (Alfred Stieglitz’ Schwester Selma); geplante Ausstellungen.

Nummer 47, Juli 1914 (veröffentlicht im Januar 1915)
- Keine Abbildungen
- Texte: Alfred Stieglitz: „Was ist 291?“ Antworten von: Mabel Dodge, Hutchins Hapgood, Charles E. S. Rasay, Adolf Wolff, Hodge Kirnan, Annie W. Brigman, Clara Steichen, Ward Muir, Abby Hedge Coryell, Frank Pease, Stephen Hawes, Rex Stovel, Alfred Kreymborg, Francis Bruguiére, Ethel Montgomery Andrews, Frances Simpson Stevens, Djuna Barnes, Paul Burty Haviland, Charles Demuth, Konrad Cramer, Charles Daniel, Anna C. Pellew, Helen R. Gibbs, H. Mortimer Lamb, Marsden Hartley, Arthur B. Davies, Arthur G. Dove, John W. Breyfogle, William Zorach, Velida, Max Merz, Eugene Meyer, Arthur B. Carles, Emil Zoler, J. Nilsen Laurvik, S.S.S., Christian Brinton, N. E. Montross, Hugh H. Breckenridge, Helen W. Henderson, Ernest Haskell, Frank Fleming, Lee Simonson, Arthur Hoeber, William F. Gable, A. Walkowitz, F. W. Hunter, Oscar Bluemner, C. Duncan, Katharine Rhoades, Agnes E. Meyer, Marion H. Beckett, Clifford Williams, Samuel Halpert, Man Ray, Marie J. Rapp, Charles Caffin, Dallett Fuguet, Belle Greene, Edward Steichen, Hippolyte Havel, Henry McBride, Torres Palomar, John Weichsel, John Barrett Kerfoot, Francis Picabia, Marius de Zayas, John Marin.

Nummer 48, Oktober 1916
- Fotografien: Eine von Frank Eugene; sechs von Paul Strand; eine von Arthur Allen Lewis; eine von Francis Bruguiére; sechs von Alfred Stieglitz von Ausstellungen in der 291: Afrikanische Kunst (November 1914), Deutsche und österreichische Photographen (März 1906), Details der Schauen von Picasso, Braque (Januar 1915), Elie Nadelmann (Dezember 1915).
- Texte: Ausstellungen in der 291 von 1914 bis 1916; Marius de Zayas, „Modern Art in Connection with Negro Art“; Agnes E. Meyer über Marion H. Becker und Katharine Rhoades; Elie Nadelman über seine Ausstellung; Abraham Walkowitz über seine Ausstellungen; Marsden Hartley über seine Ausstellungen; C. Duncan und Evelyn Sayer über „Georgia O’Keeffe, C. Duncan und René Lafferty“; Nachdrucke von Kritiken; Annonce „291, a new publication“; Nachdrucke aus der Zeitschrift 291, Juli–August 1915 Arbeit von Marius de Zayas; unsignierter Beitrag, „291 and the Modern Gallery“; Marsden Hartley, „Epitaph for A. S.“

Nummern 49–50, Juni 1917 (letzte Ausgabe)
- Fotografien: Elf Arbeiten von Paul Strand, darunter The White Fence, Abstraction Porch Shadows und Abstraction Bowls.
- Texte: Paul Strand, „Photographie“; W. Murrell Fisher über Georgia O’Keeffes Zeichnungen und Malereien; Charles Caffin über die 1916/17 Ausstellungssaison der 291; Stanton MacDonald Wright, Vorwort zu seiner Ausstellung; Auszüge aus einem Brief von Frank Eugene; Vermischtes.

## Reprint
- Camera Work. A Photographic Quarterly. Nendeln: Kraus Reprint, 1969.